# Écluse
Pour les articles homonymes, voir Écluse (homonymie) et L'Écluse.

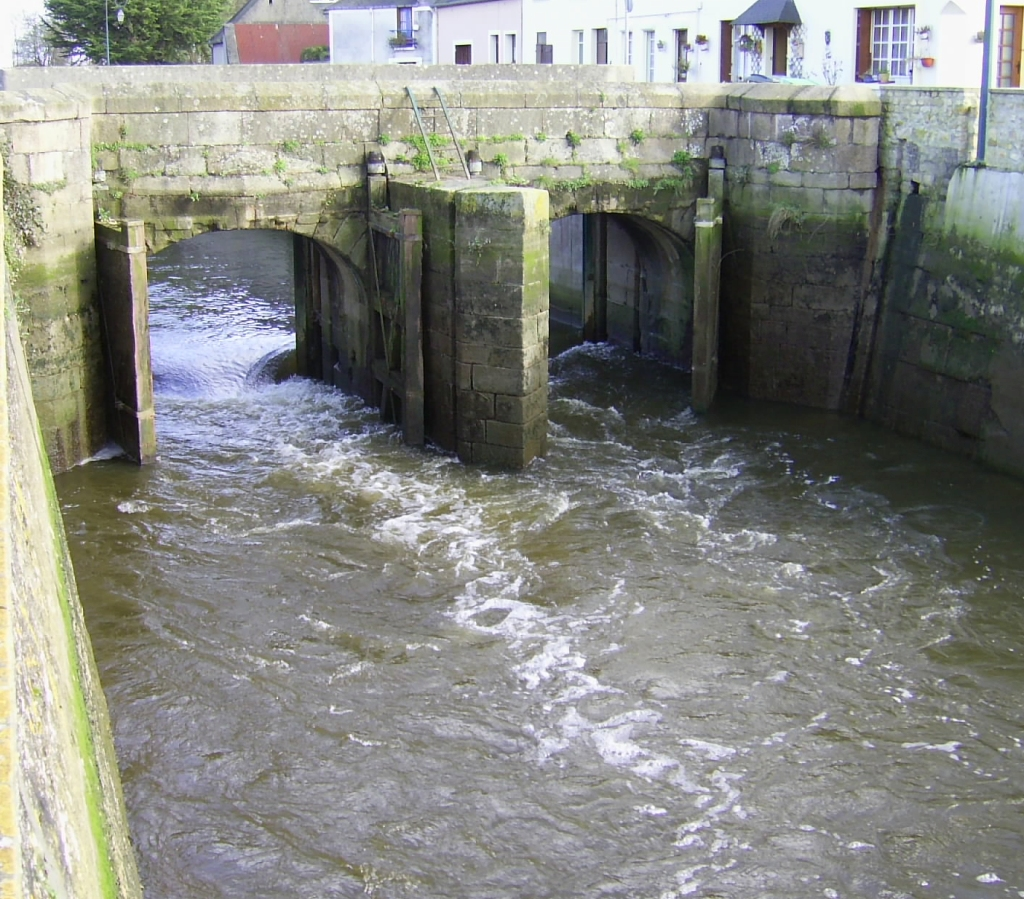
La porte à flots ; une écluse rudimentaire (Ici sur l'Aure à Isigny-sur-Mer, Normandie, France).

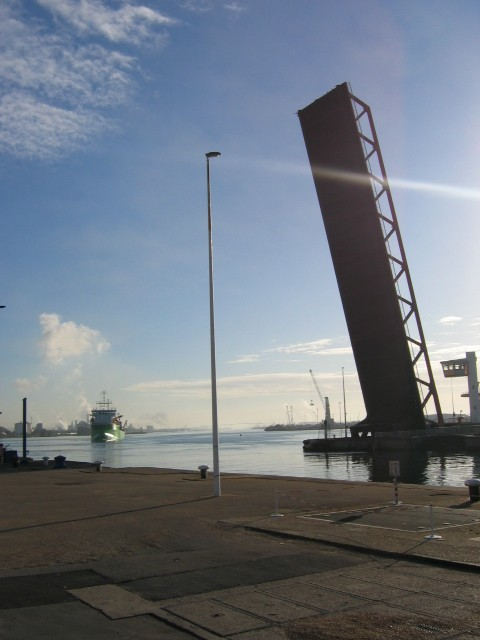
Écluse François Ier, port du Havre, Seine-Maritime.

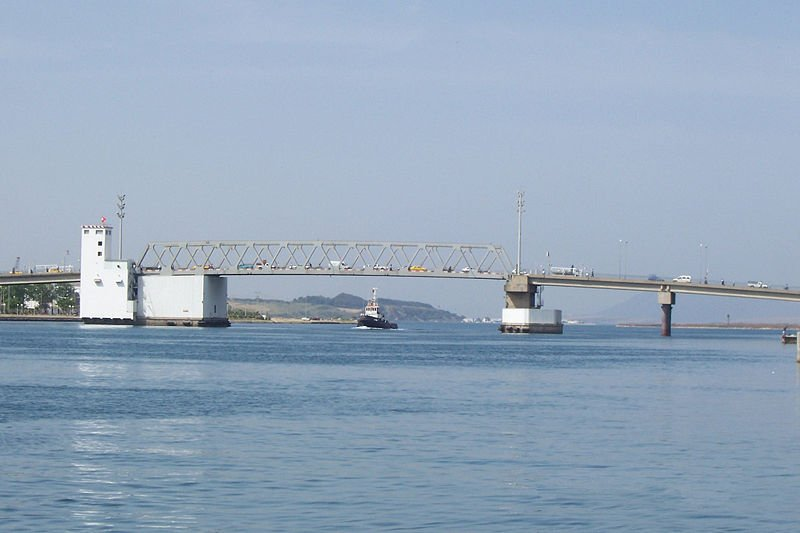
Écluse du pont mobile de Bizerte, Tunisie.

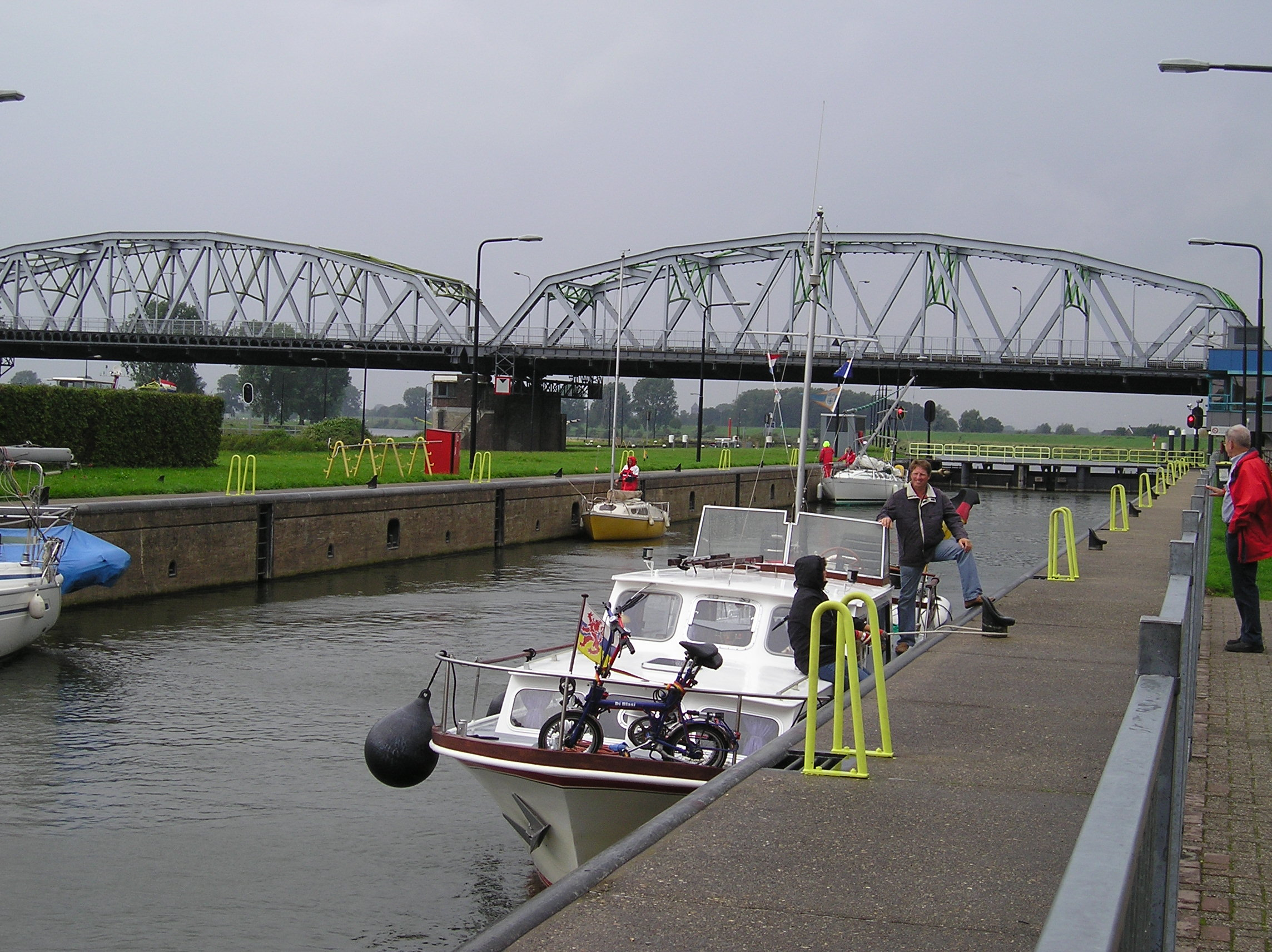
Écluse de Grave, Pays-Bas.

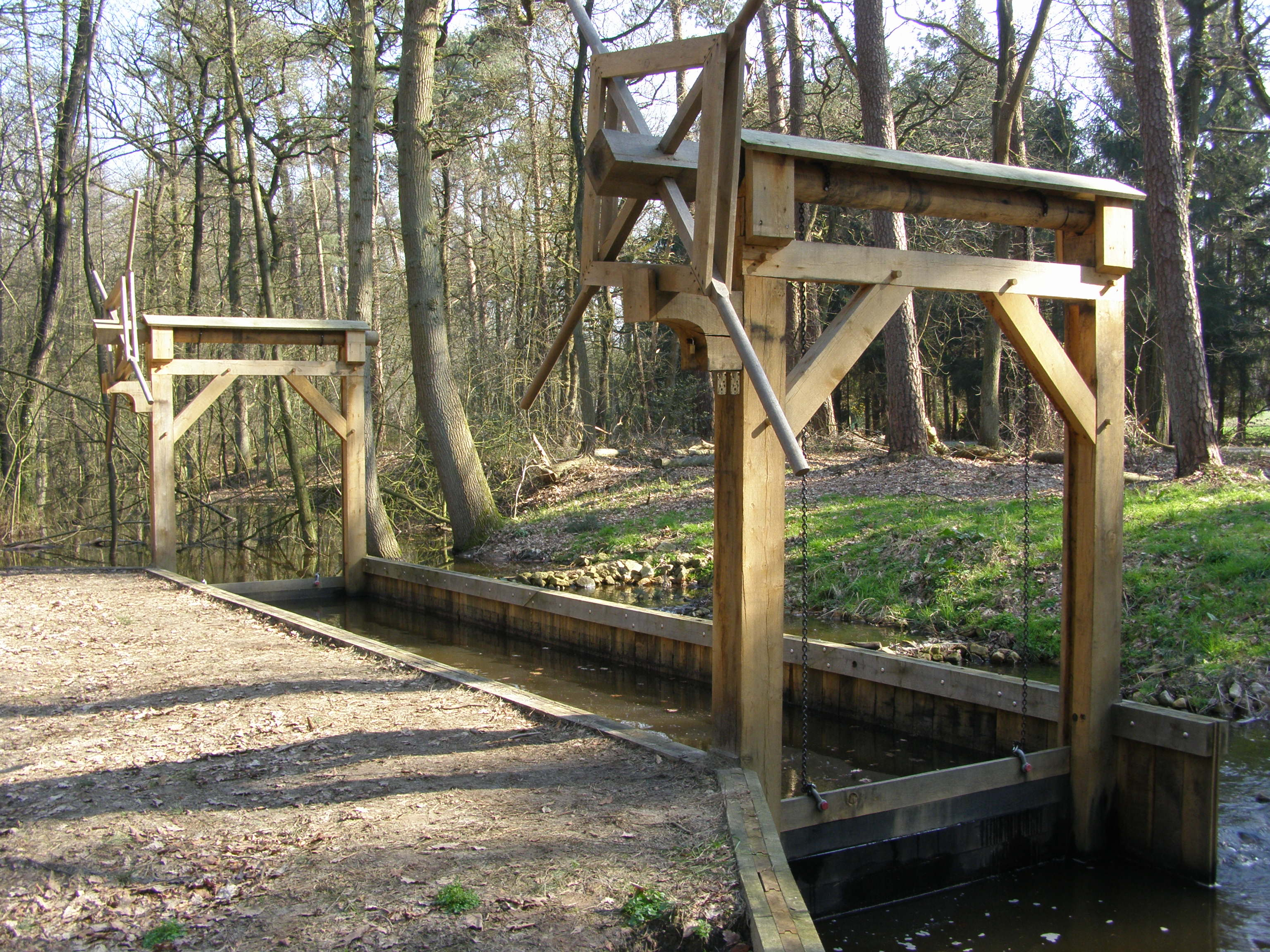
Modèle réduit d'écluse avec « portes à relevage ».

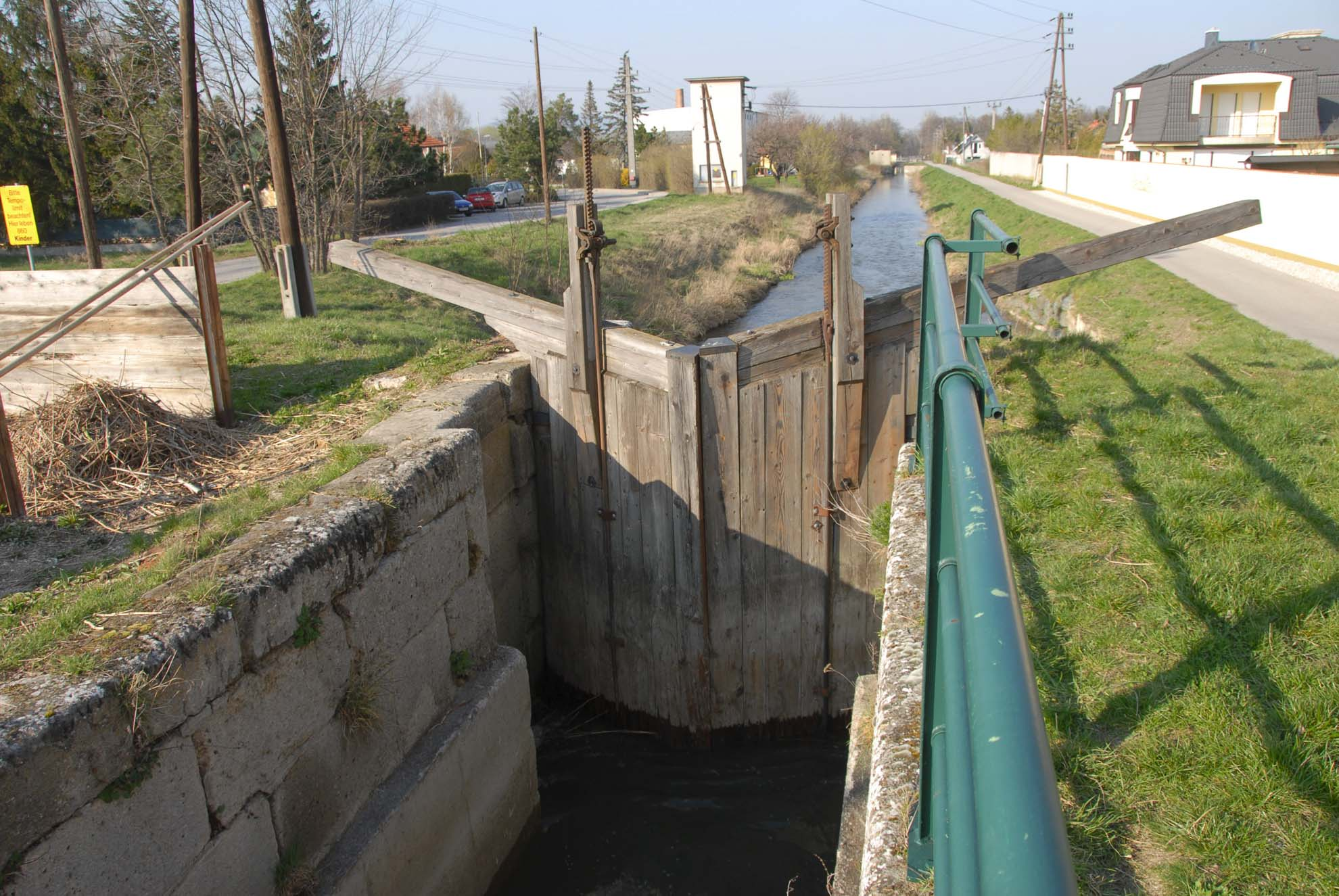
Écluse de bois avec « portes busquées », sur petit canal.

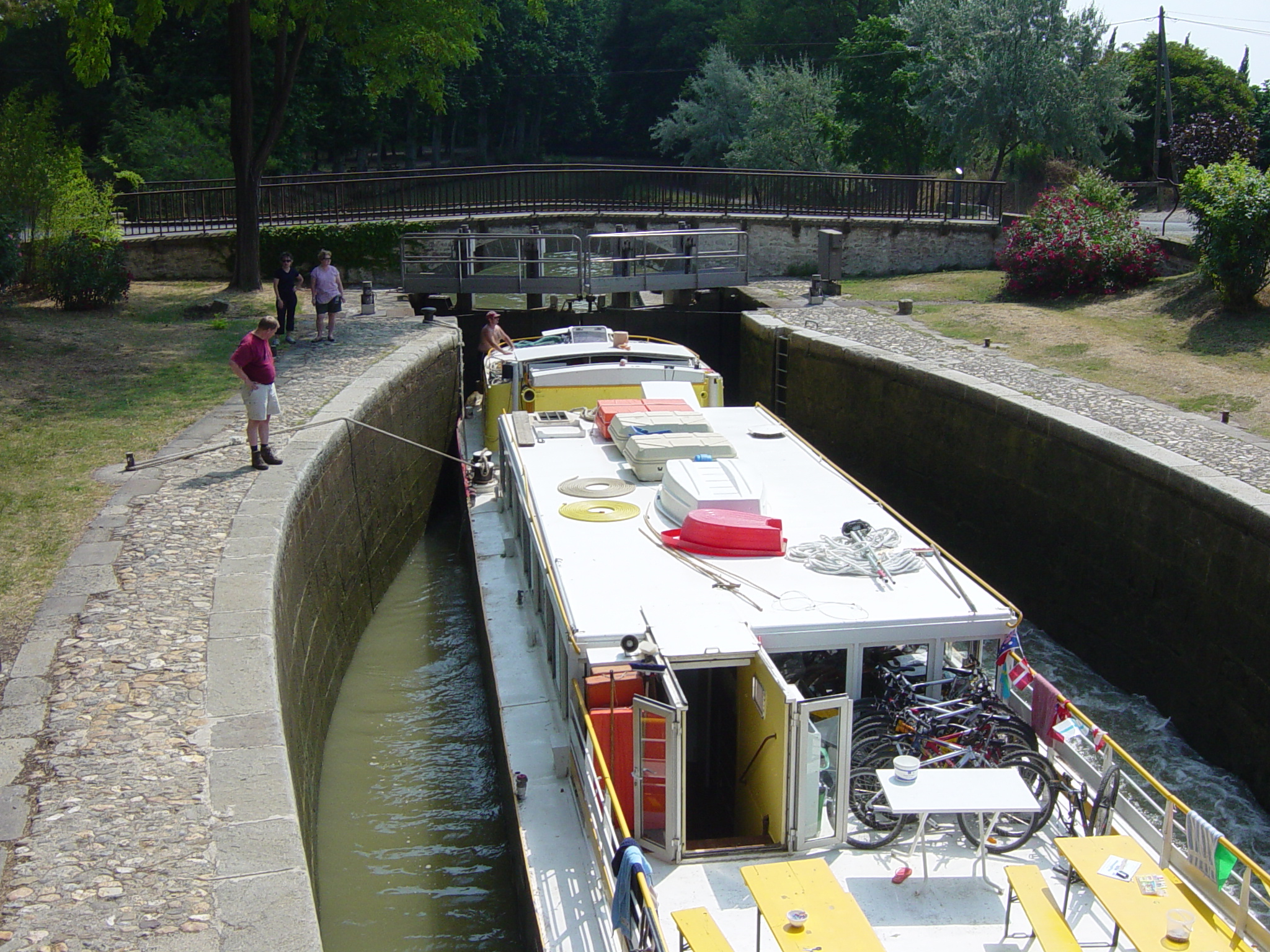
Péniche dans le sas de l'écluse de l'Aiguille, canal du Midi.

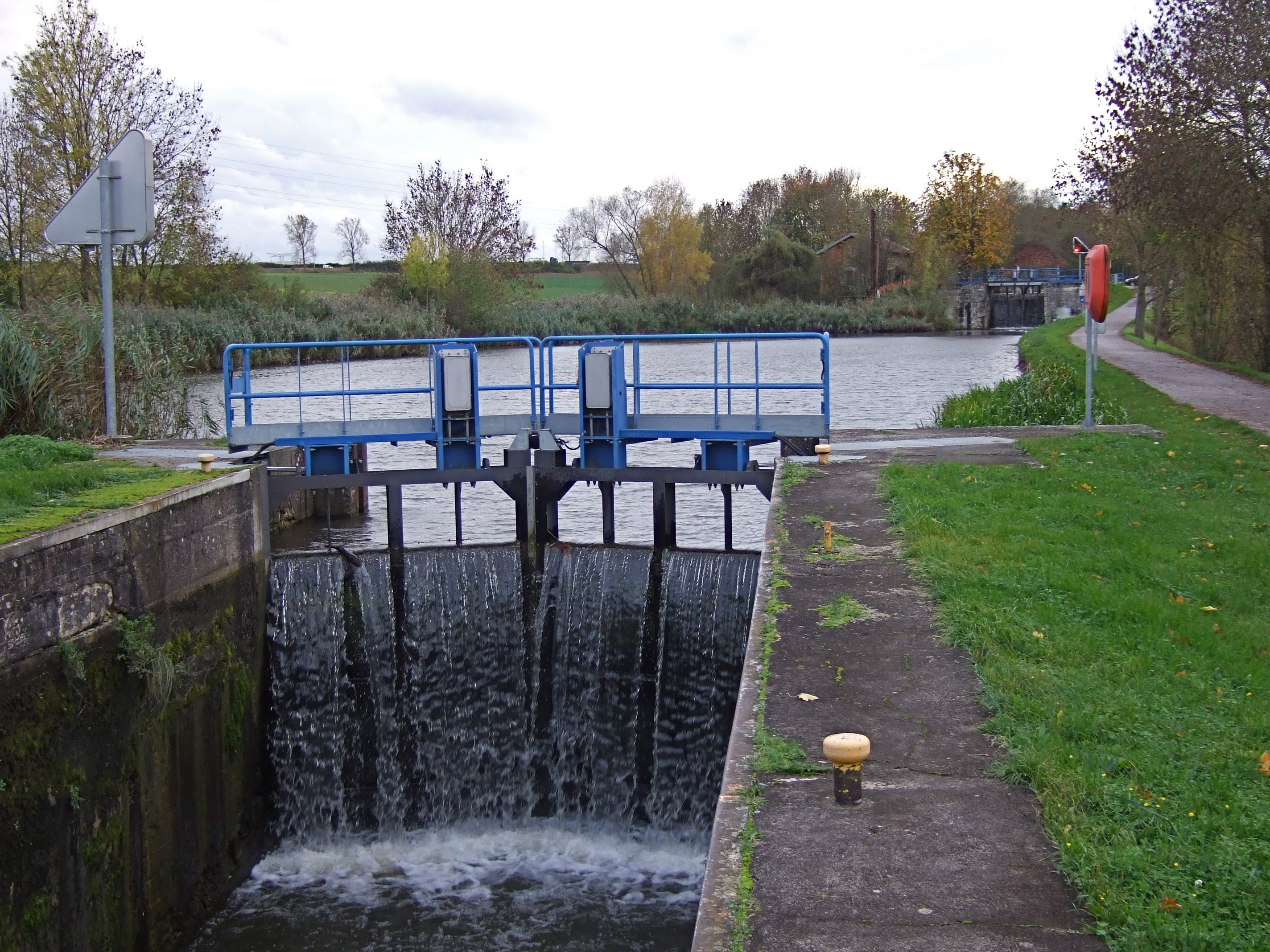
Une écluse du canal de Nancy.

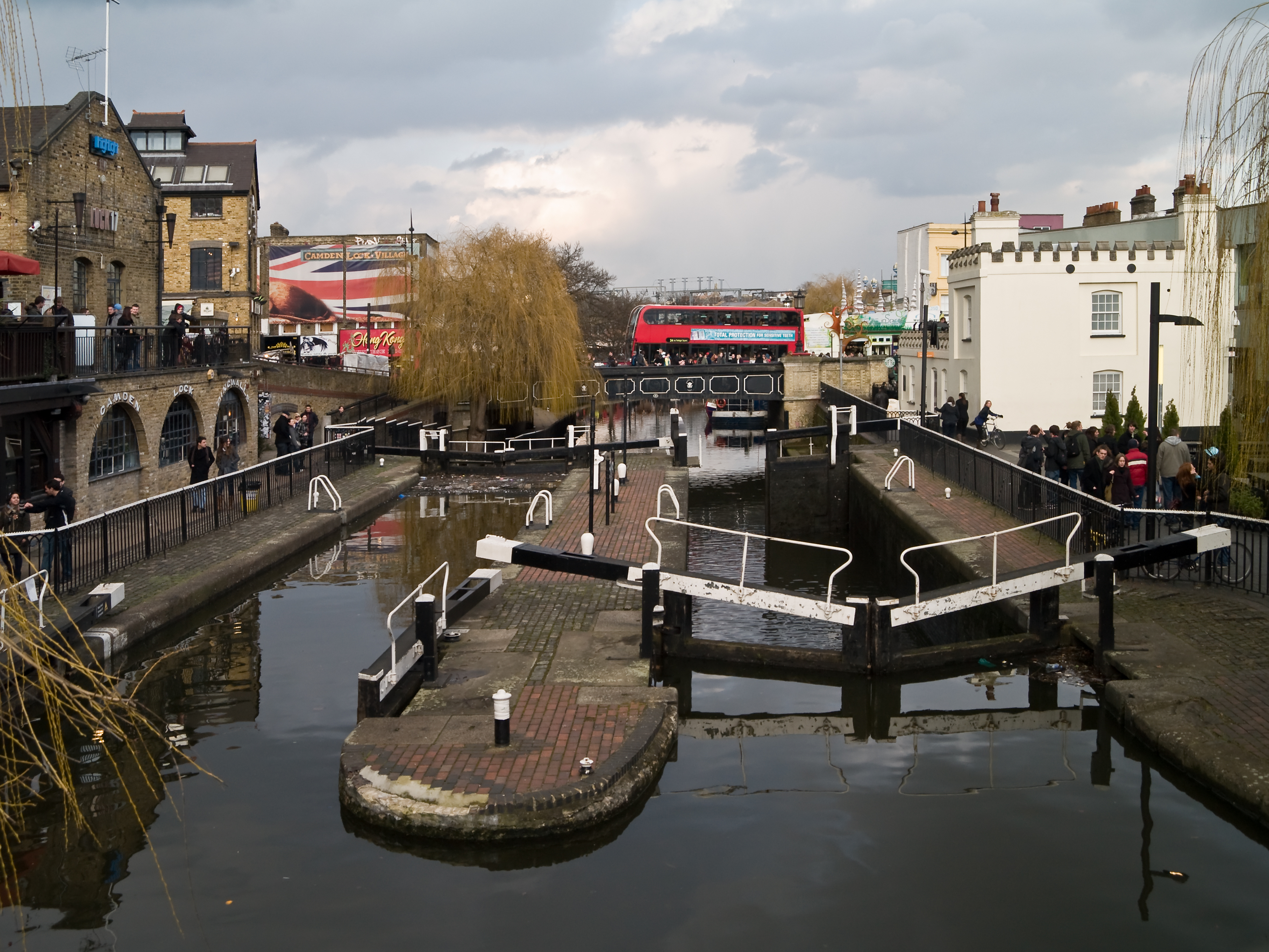
Camden Lock, une double écluse sur le Regent's Canal à Camden Town (Grand Londres, Royaume-Uni).

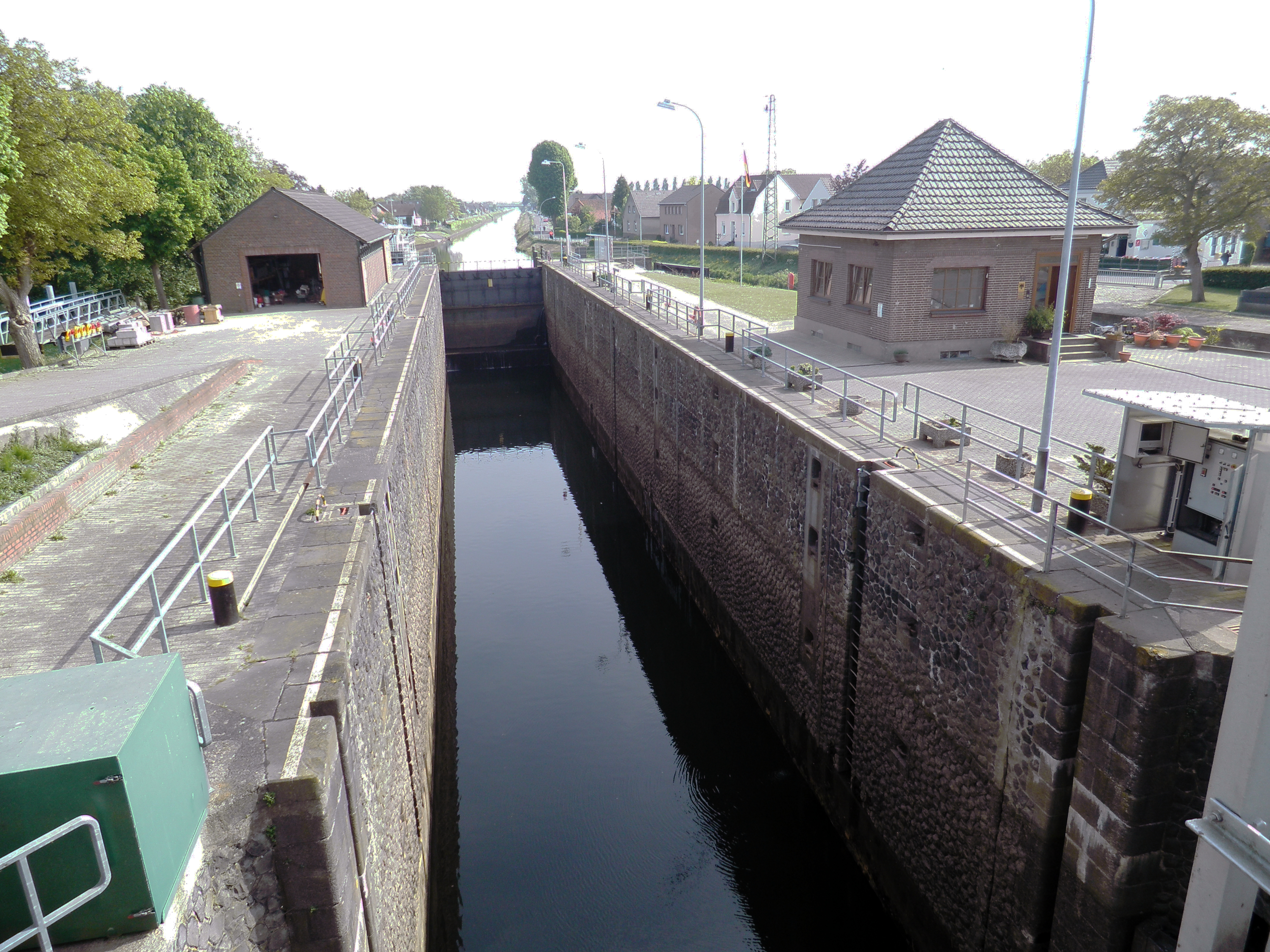
À Wardhausen, un village de la ville de Clèves, Allemagne.

Une écluse est un ouvrage d'art hydraulique implanté dans un canal ou un cours d'eau pour le rendre navigable et permettre aux bateaux de franchir des dénivellations. Certains barrages à pertuis ou écluses visaient aussi à protéger un cours d'eau ou une ville des effets de la marée (qui sur l'Escaut par exemple se faisaient autrefois sentir jusqu'à Gand). L'écluse comprend un sas dans lequel on peut faire varier le niveau de l'eau. Il est isolé des biefs amont et aval par des portes ou vantaux (autrefois portes de bois de chêne munies de vannes dites « ventelles »).
Certaines écluses ne sont nécessaires qu'à la suite d'un barrage de régulation. C'est le cas de l'écluse d'Iroquois Falls sur la voie maritime du Saint-Laurent qui sert à réguler le débit du fleuve en vertu de la Commission mixte internationale des Grands Lacs et du fleuve Saint-Laurent. Sa chute fluctue de 0,6 à 1 m.
Avec les changements climatiques, une écluse peut jouer un rôle régulateur crucial : celles de Sió permettent de maintenir le niveau du lac Balaton à ±105 m. Étant donné sa faible profondeur (3,25 m en moyenne, pour un maximum de 12), ce niveau est critique lors d'épisodes d'évapotranspiration dus au réchauffement climatique. En revanche, les écluses sont ouvertes lorsque le niveau dépasse 110 cm au limnigraphe de Siófok. Elles le sont aussi pour la navigabilité dans la rivière canalisée du même nom jusqu'au Danube. Le niveau du Lac peut alors baisser de quelques centimètres. (Pour une superficie comparable — ±600 km2 —, le lac de Constance — pourtant beaucoup plus profond — fluctue de quelque trois mètres sans régulation).

## Les composants d'une écluse contemporaine
Les principaux éléments architecturaux d'une écluse moderne en sont :
- deux plateaux (rive droite et rive gauche) munis d'organes d'amarrage (bollards) ;
- deux bajoyers (rive droite, rive gauche) éventuellement équipés de bollards flottants ;
- le radier qui constitue le fond de l'écluse ;
- deux portes ou vantaux (amont et aval), les portes et les bajoyers encadrant le sas ;
- les aqueducs ou tambours ou encore tunnels de fuite (pour vidanger ou remplir l'écluse) ;
- des ouvrages d'art complémentaires : ducs-d'Albe, pieux, murs d'amarrage et d'approche, etc. ;
- les infrastructures annexes et systèmes liés au fonctionnement de l'écluse (électricité, éclairage, local de contrôle et commande, télécommunication ; cric de ventelle et de porte sur une écluse manuelle) ;
- des équipements et dispositifs de sécurité (musoirs, murs d'approche, etc.);
- si l'écluse est sur une rivière navigable, elle est généralement accouplée à un barrage mobile à aiguilles ou barrage mobile à battant, ce barrage pouvant être équipé d'une centrale hydroélectrique.

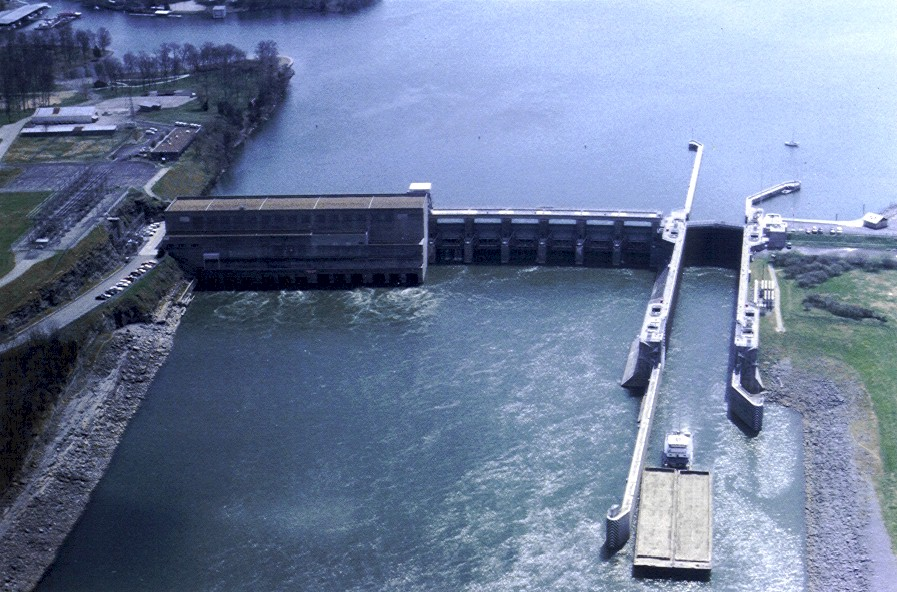
Le sur la rivière Cumberland (Tennessee) et sa centrale hydro-électrique séparent un lac artificiel du bief aval. La porte amont est fermée ; le sas a été éclusé ; le convoi avalant sort de l'écluse en passant entre les vantaux encastrés et le mur d'approche et le musoir aval.

## Histoire

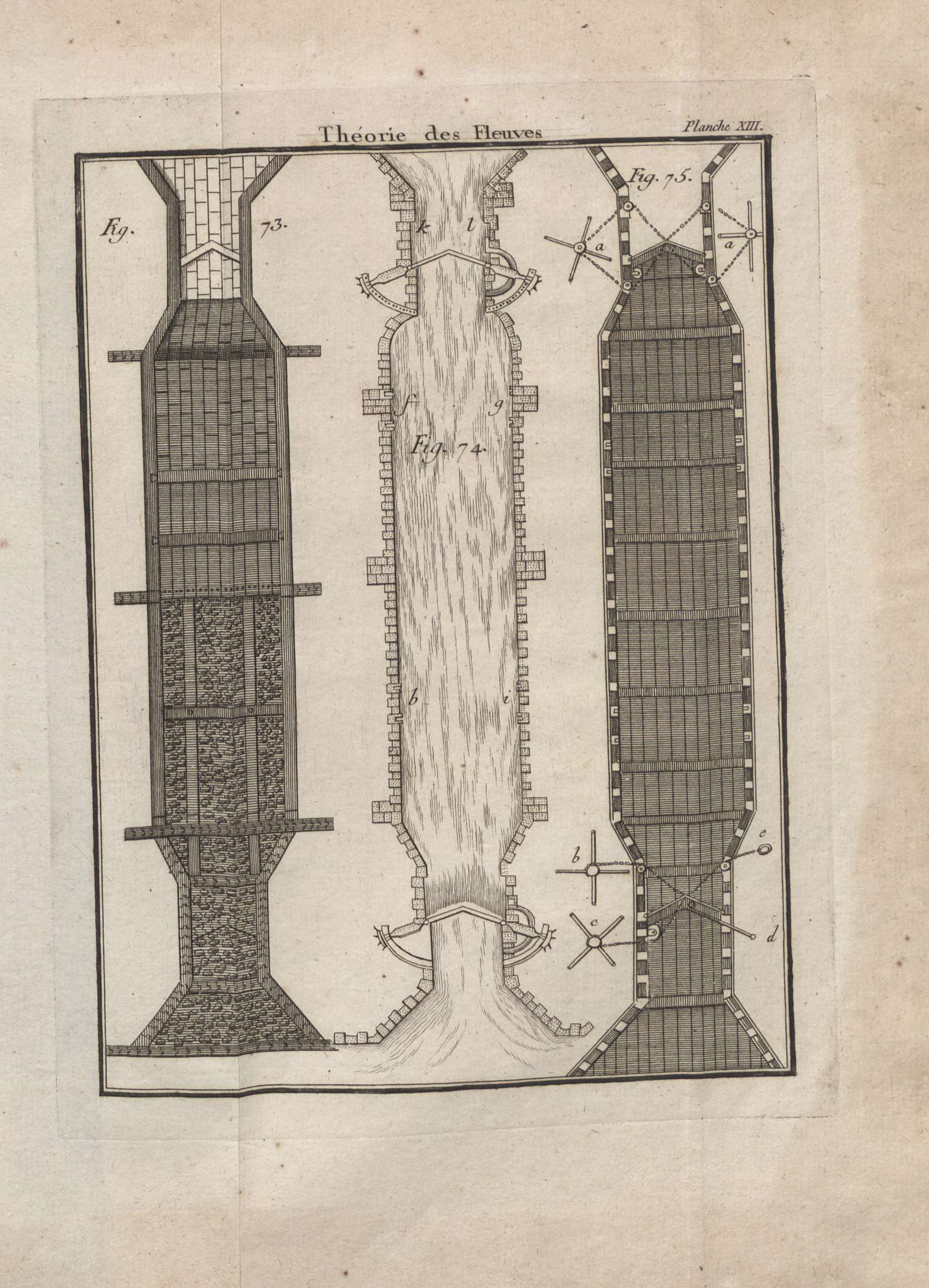
Plan d'une écluse, d'après "Théorie des fleuves, 1769".

Du Moyen Âge jusqu'à la Renaissance, le mot « écluse » désigne un vannage simple (latin Aqua exclusa : eau séparée, du latin classique excludere : séparer, fermer le passage à quelque chose - qui a donné le verbe français exclure). Le mot apparaît en français sous la forme « escluse » au XIe siècle.

### Origine en Chine
La première écluse à sas est mise au point en 984 à Huaiyin sur le Grand Canal par Qiao Weiyue (926-1001), un commissaire des Transports de la dynastie Song. 
Certains auteurs donnent la première application en Europe d'une écluse à sas, avec doubles portes en bois non busquées, à Spaarndam, aux Pays-Bas, en 1285, construite à l'initiative de Florent V de Hollande.

### Écluses sur le premier canal à bief de partage d'Europe
Les inconvénients des pertuis uniques sont bien documentés par l’histoire du canal de Stecknitz, reliant l’Elbe à la mer Baltique à Lübeck. Long de 97 km pour un seuil de 18 m, chaque pertuis y était construit en aval d’un ruisseau. Lorsqu’on l'ouvrait, la manœuvre particulièrement consommatrice d’eau la gaspillait d’abord jusqu’à atteindre la largeur voulue pour un pertuis horizontal, et encore plus, un tirant d’air suffisant sous un pertuis à levage vertical. Les embarcations ne franchissaient donc l’obstacle que quand la « chute » avait déjà beaucoup perdu de sa vigueur. Et il fallait attendre de deux à trois jours pour que le bief se remplisse à nouveau. Avec ces délais, pas étonnant que le voyage inaugural de 1398 ait pris cinq semaines. C’est aussi ce qui explique que les maisons d’éclusiers, établissements officiels « de la couronne » tous construits sensiblement sur le même plan, aient servi d’auberge, voire de magasin pour les mariniers en attente de sassement.
En amont de Lauenburg, l’écluse simple à sas de Palm (de) est documentée dès 1480. Circulaire, elle permettait le sassement d’une douzaine de prames de 12 m par 2 ½ de 40 cm d’enfoncement. Côté nord, à Hahnenburg, a été construite la première échelle d’écluses (voir plus bas) composée de deux sas équipés de deux pertuis chacun pour racheter 12 m de chute : cette solution très innovatrice pour l'époque souligne la concurrence, jusqu'à l'ère industrielle, du transport fluvial avec les puissants privilèges officiels des meuniers.

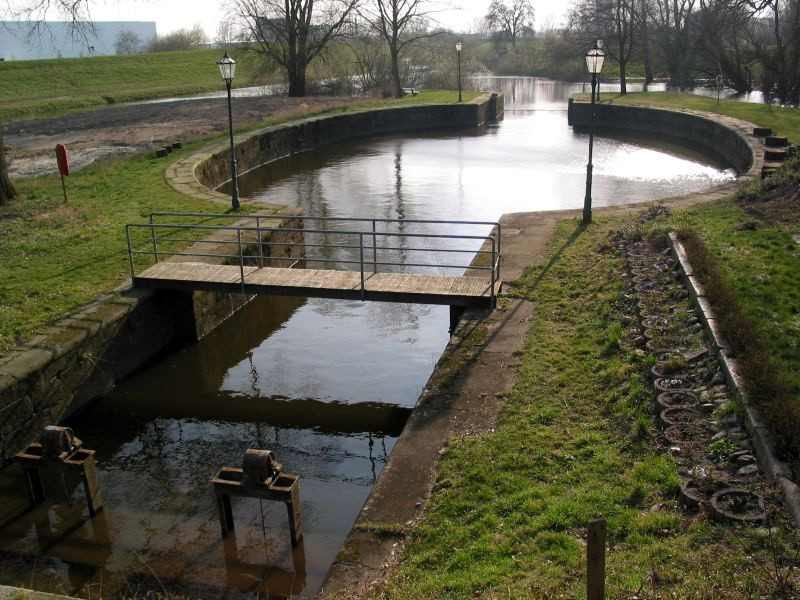
Écluse ronde de Palm

D’abord en bois comme les pertuis, ces écluses ont été progressivement remplacées par des ouvrages de maçonnerie de dimensions plus importantes. Substituées en 1900 par le nouveau canal de Lübeck à l’Elbe, beaucoup plus direct, outre les cours d’eau du tracé initial, il reste quelques vestiges de ces écluses ancestrales.
S'il s'agit d'un ouvrage de navigation, cela est alors précisé « écluse de navigation », c’est-à-dire en fait un pertuis. C'est en rapprochant progressivement deux pertuis encadrant un bassin qui deviendra le sas que l'on évoluera vers l'écluse, par l'étape intermédiaire du bassin à portes marinières aux XVe et XVIe siècles. Ce peut être l'œuvre empirique de meuniers futés cherchant un moyen d'économiser l'eau perdue à chaque passage de bateau dans une porte marinière (un pertuis) simple.

### Écluses à sas à portes busquées en Italie
Contrairement à une idée largement répandue, Léonard de Vinci n'est pas l'inventeur de l'écluse à sas même s'il a beaucoup travaillé sur la question et a même conçu des canaux. Le principe du sas à niveau variable existait avant lui, de même que vraisemblablement celui des portes dites « busquées » qui forment un angle pointé vers l'amont de manière à résister à la pression de l'eau selon un principe proche de celui de la voûte, mais appliqué à l'horizontale. On est passé graduellement du pertuis archaïque, dangereux et très consommateur d'eau, à l'écluse « moderne » par l'étape du bassin à portes marinières ou « paléo-écluse » qui consiste en un vaste bassin servant de sas, encadré en amont et en aval par des pertuis. Léonard de Vinci a vraisemblablement mis la touche finale à cet ouvrage en préconisant la forme rectangulaire que nous lui connaissons généralement.
Les noms de nombreux ingénieurs de la Renaissance, surtout italiens, sont associés à cette invention progressive de l'écluse à sas : Bertolo da Silva, Fiorivantiti da Bolognese, et bien sûr Léonard de Vinci qui, s'il n'a pas inventé l'écluse au sens propre, lui a mis sa touche finale en y apportant les derniers perfectionnements, comme un petit volet placé au bas de la porte qui permet un flux d'eau suffisant pour équilibrer la pression sur les deux vantaux et en faciliter l'ouverture, préfigurant les futures « vannes papillon » et ventelles.

### Développements
Les ingénieurs hollandais ne sont pas en reste non plus, mais leurs noms ne nous sont pas parvenus.
Avant que le métier ne devienne une branche propre de l'ingénérie à l'époque industrielle, parmi les constructeurs connus, on peut noter ceux des ouvrages militaires (comme Vauban, « superviseur » du canal de Pierre-Paul Riquet dont il paracheva certains ouvrages) et des fossés de terrassement jardinier (comme Metaphius Theodor August Langenbuch (de)).
Par la suite, on ne cessera de perfectionner le système, mais le principe reste le même. On emploiera parfois, au lieu des portes busquées traditionnelles, des portes à guillotines ou des portes dites « secteur », ou encore des clapets plongeants.
Jusqu'à la fin du XIXe siècle, la chute maximale des écluses ne dépasse guère 4 m, car le système de vannes plates ne fonctionne plus sous une pression trop forte. C'est l'invention de la vanne cylindrique par l'ingénieur Moraillon à la fin de ce XIXe siècle qui va permettre la construction d'écluses de haute chute dépassant 5 m : sur un cylindre vertical, les pressions s'annulent, et l'on n'a aucun mal à lever une telle vanne.

## Quelques records
En France, au gabarit Freycinet, les écluses de plus hautes chutes sont :
1. Écluse de Réchicourt-le-Château, sur le canal de la Marne au Rhin (dans le département de la Moselle), avec 15,70 m ;
2. Crissey, sur le canal du Centre (au nord de Chalon/Saône), avec 10,50 m ;
3. Les écluses amont de Chautagne et Belley, sur le haut Rhône, avec 10 m chacune ;
4. Flandres, sur le canal Saint-Denis (à côté de la cité de la Villette à Paris), avec 9,80 m ;
5. Bourg-le-Comte, sur le Canal de Roanne à Digoin, avec 7,19 m ;
6. Bayard, sur le canal du Midi (devant la Gare Matabiau à Toulouse) et Béziers (juste après le pont-canal), avec 6,20 m ;
7. Artaix et Chassenard, encore sur le Canal de Roanne à Digoin, avec 6 m chacune ;
8. Laroche et Germigny, sur le canal de Bourgogne, avec 5,50 m chacune ;
9. Saverne sur le canal de la Marne au Rhin, avec 5,43 m ;
10. Heuilley-Cotton sur le canal de la Marne à la Saône avec 5,23 m ;
11. Plusieurs écluses du canal du Centre, avec 5,20 m, et plusieurs du canal de Briare, avec 5 m ;
12. La récemment réhabilitée (20 septembre 2007) écluse de descente en Loire d'Orléans, au bout du canal d'Orléans, avec une chute variable selon le niveau de la Loire, mais supérieure à 5 m.

Sur le canal du Midi à Béziers, l'écluse octuple de Fonseranes permet le franchissement d'un dénivelé de 21,50 mètres sur 300 mètres de long, mais son sas inférieur est hors-service, et on entre directement dans son 2e sas qui est en niveau haut constant (il n'est que le prolongement du bief du pont-canal de Béziers). C'est-à-dire qu'aujourd'hui cet ouvrage ne rattrape plus qu'une chute de l'ordre de 16 m.
Sur le canal de Briare, le modèle de Fonseranes, l'écluse septuple de Rogny, rattrapait une chute de 24 mètres sur un peu plus de 220 mètres de longueur.
En grand gabarit, les plus hautes écluses de France se trouvent sur le Rhône, la plus haute étant Saint-Pierre (Bollène) avec 23 m. À sa mise en service (1953), elle était la plus haute du monde. Citons également l'écluse d'Arques, sur le Canal de Neufossé (dans le département du Pas-de-Calais), avec plus de treize mètres de dénivelé, qui remplace l'ascenseur à bateaux des Fontinettes.
En gabarit inférieur à Freycinet, on peut citer deux écluses récentes sur le Lot : Castelmoron (10 m) et Villeneuve (13 m).
Dans le monde, les plus hautes écluses sont celle d'Öskemen au Kazakhstan, avec 42 mètres de hauteur et l'écluse amont de l'échelle d'écluses du barrage des Trois-Gorges, avec une hauteur similaire. On notera également l'écluse de Zaporoje, sur le Dniepr, qui atteint 37 mètres, et celle de Carapatello, sur le Douro, qui atteint 34 mètres.
En revanche, en France, les écluses de plus faible chute se trouvent dans le Marais Poitevin où certaines ne dépassent guère 20 cm, et sur le canal de l'Ourcq, où elles tournent autour de 50 cm.

## Technique

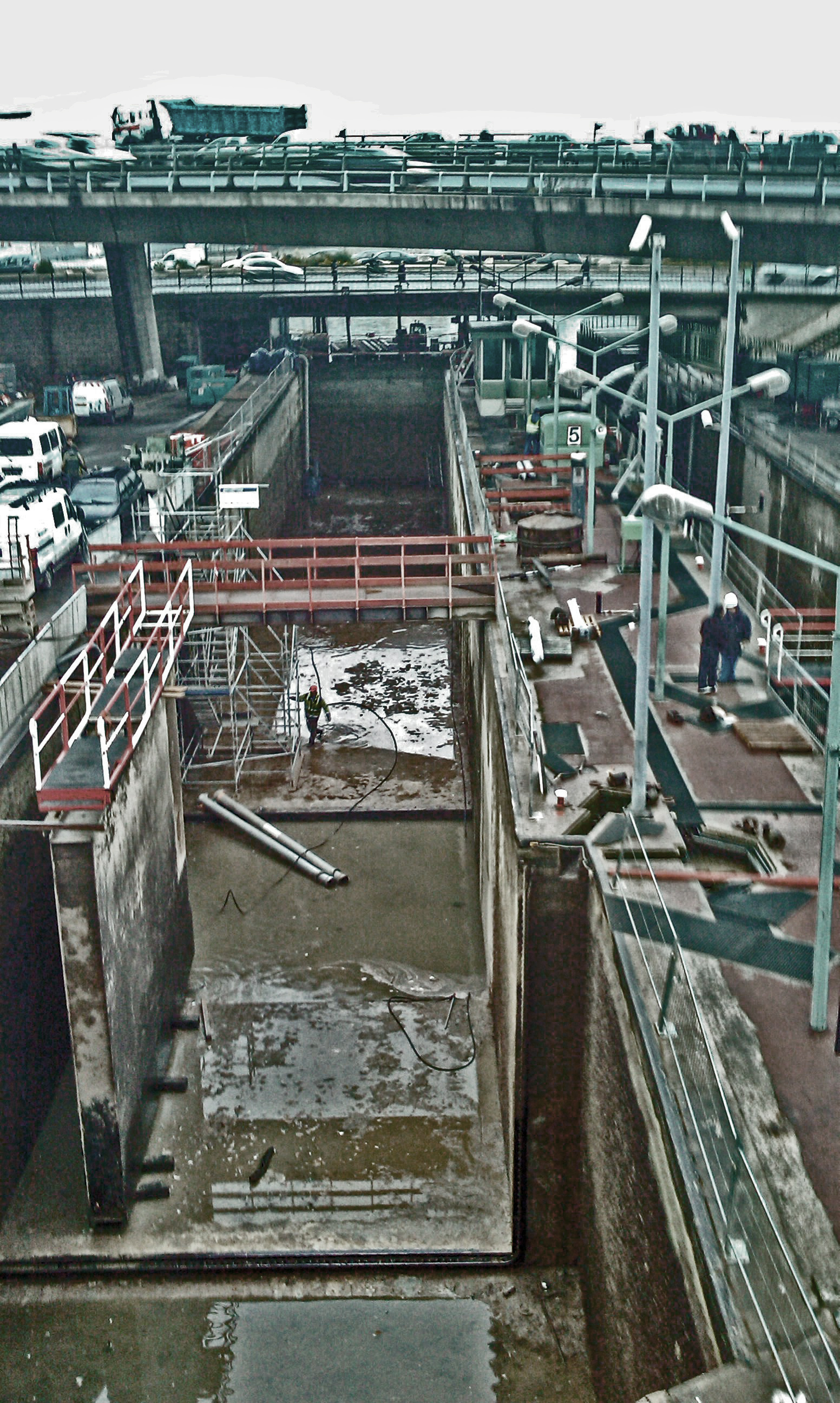
Les écluses sont des équipements qui doivent être régulièrement entretenus.
On voit ici le grand bief de l'écluse no 5 du Canal Saint-Denis, pendant son chômage de l'hiver 2008-2009

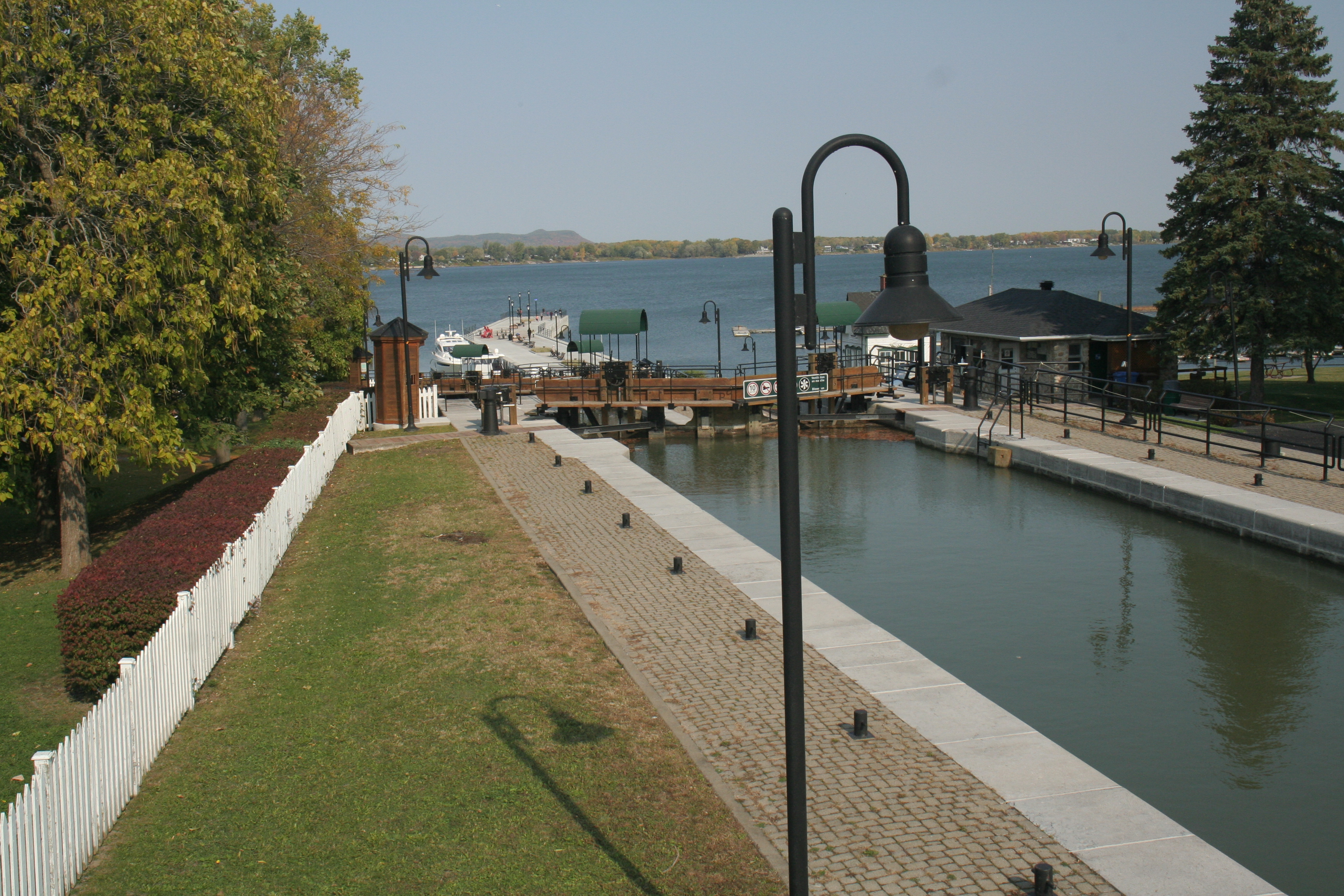
Écluses 1, 2 et 3 du canal de Chambly (Québec)

### Localisation
Dans le cas des fleuves ou rivières navigables, les écluses sont implantées au droit d'un barrage qui crée un plan d'eau en amont. L'ensemble s'appelle un « barrage éclusé ». On en trouve couramment sur la Seine, l'Yonne, la Marne, l'Oise, le Cher, le Lot, le Tarn, la Mayenne, la Sarthe, la Seille, etc. et sur tous les cours d'eau canalisés d'Europe, d'Asie et d'Amérique du Nord. Dans l'hémisphère austral, en Nouvelle-Zélande, jusqu'à l'érection de plusieurs barrages hydro-électriques, on en trouvait sur le fleuve Waikato.
Si l'écluse n’est pas à angle droit avec le barrage (85° au Wheeler Dam terminé en 1933 sur la rivière Tennessee), l’approche peut être facilitée en la construisant à l’écart de la rive (voir schéma ci-dessous : accidents).
Bien que toutes les écluses satisfassent à la définition générale, des configurations particulières entraînent entre autres des exceptions et solutions spécifiques.

#### dans un cours d'eau
Idéalement, on établit une écluse dans le convexe modéré du rivage d’un cours d’eau. L’ouvrage d’art se voit de loin et la rive offre un terrain généralement moins accidenté pour l’établissement des annexes. Dans une courbe prononcée, la manœuvre peut devenir problématique. À Louisville, dans le Kentucky, l’approche est masquée par une courbe de quelque 2 km de rayon et compliquée par le pont ferroviaire K&I d’à peine 100 m de travée marinière à quelque 15° en travers de la rivière et de l’alignement de l’écluse. Cette configuration est l’une des plus délicates sur le vaste réseau fluvial américain.
Une écluse s’établit – comme à Louisville - sur ou à proximité d’un rapide : sur ce fond plus ferme mais de profondeurs moindres faisant obstacle à la navigation, il est plus facile d’ériger un barrage. Celui-ci restaure alors le tirant d’eau voulu dans le bief supérieur ; l’écluse rachète la chute pour équilibrer le bief inférieur. De tels ouvrages d’art portent alors soit un nom protocolaire (MacAlpine à Louisville), ou celui des rapides : exemple, les rapides Galop avant l’établissement de la voie maritime du Saint-Laurent.

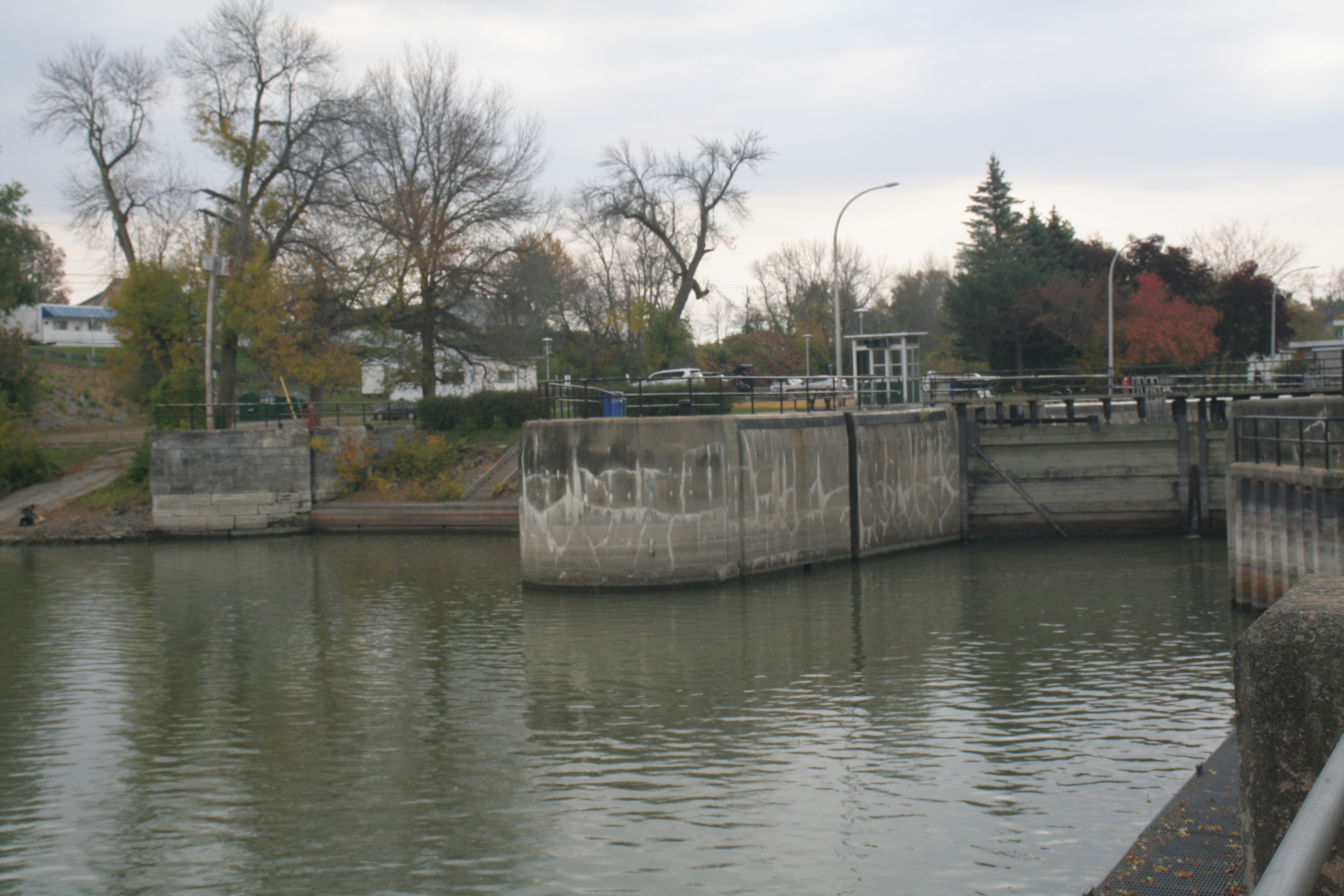
Comblement du chenal naturel de l'île Darvard par les deux écluses successives (Canal de Saint-Ours - Rivière - Richelieu - Québec) - Noter le musoir arrondi

Une écluse peut être installée dans le petit bras secondaire d’une île. Cette solution aussi est classique : sur la Basse-Seine, la demi-douzaine d’écluses est principalement de ce type; sur le Main, affluent du Rhin, les écluses de Francfort se trouvent au sud de l’île qui a donné son nom à la ville; sur la rivière Richelieu au Québec, les écluses successives du canal de Saint-Ours ont été installées dans le bras comblé à l’est de l’île Darvard (le plus étroit), et le barrage de l’autre.
Une écluse peut devenir nécessaire pour protéger des infrastructures urbaines. À Vienne, après la première régularisation (de) du Danube, le bras principal a été tellement aménagé qu’il est devenu plus sensible aux crues de ce fleuve alpin par ses affluents rive droite. À la fin du XIXe s., pour protéger la voie ferrée établie sur la rive, a été construite l’écluse de Nussdorf (de).Pour toutes ces raisons, ce bras devenu secondaire porte aujourd’hui officiellement le nom de Donaukanal.
À l’occasion, si le débit du cours d’eau est suffisant, une écluse sans barrage permet de racheter un courant trop fort : à Buffalo, sur la rivière Niagara, celle de Black Rock (en) contourne les vigoureux rapides du pont de la Paix à l’International plus au nord. Sur les trois-quarts du parcours de quelque deux milles nautiques, l’île est prolongée vers l’amont par des épis pour assurer un apport d’eau suffisant jusqu’à l’écluse. Le « rachat » de la chute moyenne de 5,2 pieds (±1,5 m) permet aux « petits » bâtiments d’accéder à Tonawanda à quelque 12 km de là à la rivière canalisée du même nom, puis, après moins de 40 km d’un plan d’eau à « l’étale », aux deux premières écluses du Canal Érié à Lockport.
Lorsque les chenaux d’approche s’allongent de part et d’autre, on obtient un canal latéral. En surélévation du cours d’eau principal, la ou les écluses sont alors soustraites aux dommages éventuels de crues dévastatrices.

#### sur un canal
Sur un canal latéral ou de jonction, l’écluse idéale épouse verticalement la corde ou l’arc du coteau à racheter. Les travaux (excavation, bajoyers, remblaiements…) et, par conséquent les coûts, sont alors réduits au minimum au moins pour ce chantier. C’est le cas à Beauharnois où la première écluse est dans l’axe de la centrale électrique toute proche.
Dans la pratique, plus l’ouvrage est long, plus cet idéal est difficile à réaliser. Sur le canal patrimonial de Chambly, l’échelle des écluses 1, 2, 3 est en rehaussement rive droite. L’écluse no 8 débouche en aval sur plusieurs centaines de mètres de remblaiement d’une dépression que les ingénieurs ont choisi de ne pas inonder.

#### sur divers accidents de terrain
En principe, une chute d’eau constitue un emplacement idéal pour établir une écluse puisque, par définition, le flot tombe verticalement. Dans les faits, les écluses de Thorold pour racheter 57 m de la cuesta de Niagara ont été tracées en propre dans les canaux Welland successifs. Aujourd’hui, les Twin Flight Locks 4, 5 et 6 sont combinées avec l’écluse no 7.

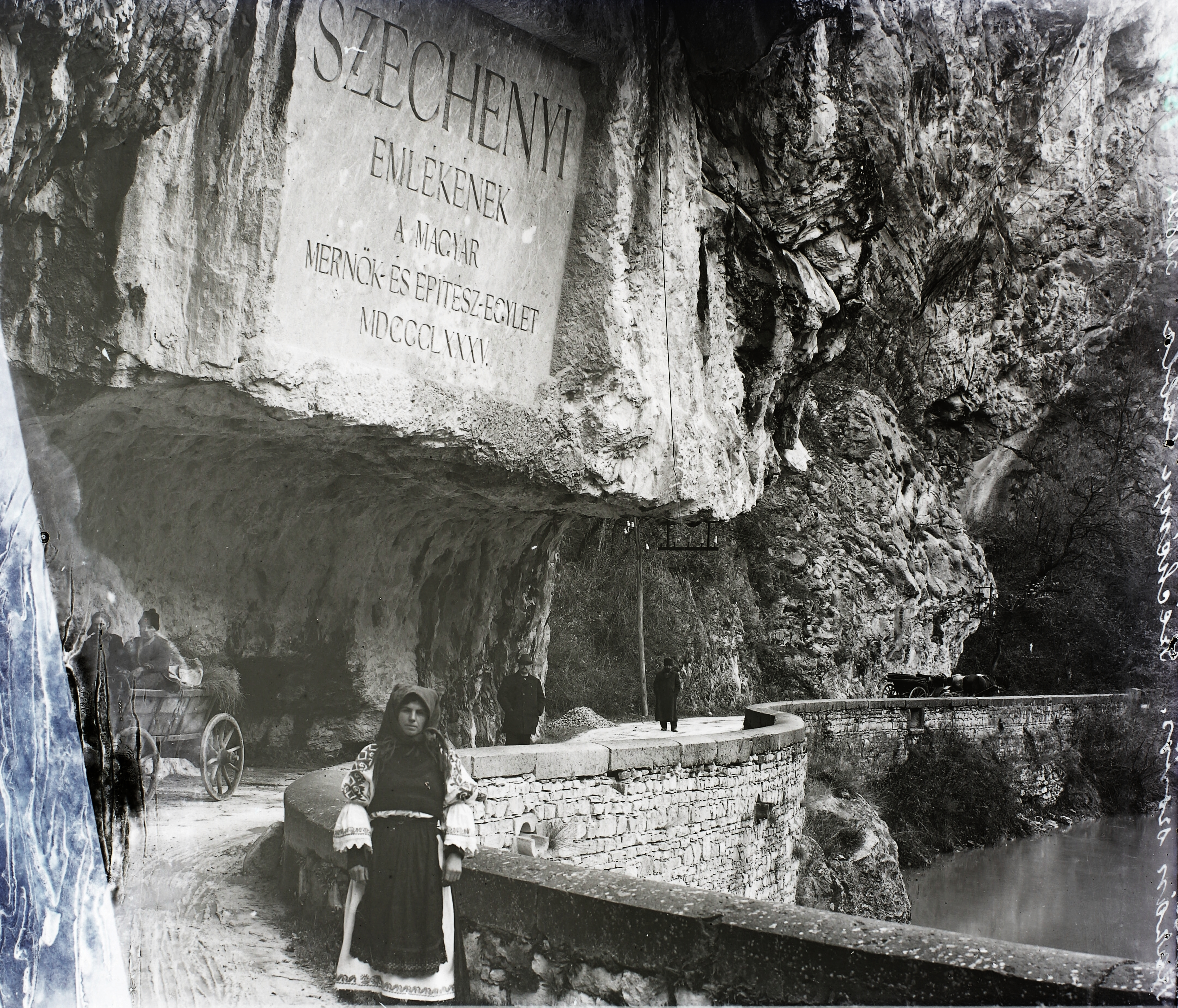
Portes de fer (Danube) - Chemin de halage taillé dans le roc

Dans un défilé ou sur des cataractes, le courant trop rapide fait obstacle à de tels ouvrages d’art. Faute d'un nombre suffisant de barrages éclusés aux Portes de fer sur le Danube, le chemin de halage construit par l’ingénieur hongrois Ödön Széchenyi n'est jamais vraiment venu à bout de l'un des biefs les plus dangereux.
Sur le Congo inférieur, fleuve trop large et trop puissant pour entreprendre de tels travaux, les cataractes successives ont été contournées au XIXe s. et au XXe s. par des chemins de fer entraînant des ruptures de charge.
Solution probablement unique au monde : en 1833, à une époque où la dynamite n'était pas encore inventée, Henry A. Du Vernet proposa un concept singulier pour économiser sur la construction et le creusement en un temps record de trois écluses et un petit canal de 3,2 km à Carillon sur la rivière des Outaouais (débit moyen de près de 2 000 m3). En y dérivant les eaux de la Rivière-du-Nord toute proche, les bâtiments descendants d'abord montaient de treize pieds (± 4 m) dans une première écluse pour rejoindre l'aval du cours d'eau principal par les deux suivantes. Ce premier canal de Carillon fut reconstruit avec deux écluses classiques seulement en 1870, puis a été inondé en 1963 par l'actuel canal de Carillon. Il n'en reste que des vestiges de l'écluse aval.

#### au confluent de voies d'eau
À l’intersection avec un autre cours d’eau, un affluent régulé ou un canal se trouve le plus souvent à une cote supérieure qu’il faut racheter par une ou des écluses. À Redon, un important jeu d’écluses de faible chute contrôle l’intersection de la Vilaine avec le canal de Nantes à Brest.
L’écluse ronde d’Agde à 3 portes constitue une solution particulièrement originale à l’intersection de divers cours d’eau.
Lorsque le Mittellandkanal croise l’Elbe, il doit racheter une chute de quelque 20 m. Côté ouest, un ascenseur à bateaux – aujourd’hui fermé – est combiné avec une écluse de secours; côté est, une écluse conventionnelle est couplée à une autre de régulation avec la rivière. Situé en ex-RDA, ce complexe a représenté un des engorgements les plus spectaculaires de l’approvisionnement de Berlin-ouest par voie d’eau. Le pont-canal – le plus long d’Europe : 918 m –, interrompu par la Guerre, fut finalement inauguré au début du siècle.
Lorsqu’un affluent secondaire rejoint une voie d’eau majeure, des écluses à proximité permettent de compenser les fluctuations : sur la Seine, c’est le cas de la première écluse sur la Marne (Saint-Maurice) et, à moins de 2,5 km, pour le canal du Loing et l’Yonne. Sur le Rhin, tous les principaux affluents navigables (Ruhr, Moselle, Main et Neckar) sont éclusés immédiatement au confluent.
Lorsque le lit de l’un de deux confluents s’érode et que son niveau baisse, une écluse ou un barrage éclusé s’impose pour maintenir les deux biefs à niveau. Au lieu de cette solution coûteuse sur le Rhin, en 1955, à Duisbourg, on a procédé à l’enfoncement programmé de l’écluse de Meiderich (de) sur le canal Rhin-Herne en retirant plusieurs milliers de tonnes de charbon du sous-sol. À la suite de cet essai réussi, on appliqua le procédé à tout le port intérieur ainsi qu’à la Ruhr canalisée. (L’écluse fut rebâtie en 1980 pour faire passer ses dimensions originales – 165 m x 10 - à 190 m x 12 pour l’éclusage de convois de classe européenne II.)
Les brefs canaux reliant la lagune de Venise avec les fleuves la bordant sont régulés par des écluses : à l’est, à Cavallino, sur la Sile; à l’ouest, à Brondolo près de Chioggia (accès – récemment modernisé - à la Brenta et, par un autre canal, à l’Adige et même au Pô). Ces écluses protègent aussi la lagune des crues subites de ces cours d’eau alpins ainsi que de l’acqua alta. C’est pourquoi l’écluse la plus récente du canal Casson comporte des portes doubles à marée.
Contre l’acqua alta et les tempêtes, les trois passes principales de la lagune de Venise sont dorénavant protégées par les vannes mobiles escamotables du système MOSE. Contrairement à la règle qui veut que l’approche aux écluses qui les bordent soient aussi dégagée que possible, celles du Lido, de Chioggia et de Malamocco sont de configurations atypiques et protégées d’assez près par des brise-lames. En dépit de cette précaution qui en rend l’usage délicat, la dernière a été gravement endommagée lors d’une tempête en 2015.
Au Golfe du Mexique, l’Intracoastal Waterway communique avec l’océan atlantique dont il suit les marées, plutôt faibles (± 0,5 m) alors que le Mississippi et quelques autres fleuves se trouvent soit au-dessus du zéro des cartes, soit connaissent des crues importantes et soudaines (près de 4 m de surcote lors de la grande crue de 1927). Aux abords de l’estuaire, les écluses d'Harvey, d’Algiers et d’Empire (rive droite) et, rive gauche, d'Inner Harbor et d’Ostrica permettent de racheter ces écarts avec le Mississippi. Contrairement aux écluses des affluents de la Seine du Rhin dont les buscs s’opposent vers l’amont, ici, les portes sont orientées contre le fleuve des Amériques. La plupart sont du type à secteur qui garantit une résistance supérieure aux pressions hydrauliques considérables en périodes de crue. L'élargissement problématique aux normes courantes (en) de l'écluse du canal Industrial Harbor, montre les problèmes que pose une écluse desservant plusieurs voies d'eau de gabarits différents. Surtout lorsque la plus maritime d'entre elles, le MRGO, l'un des bras autrefois naturel du fleuve, a été récemment condamné dans le cadre des grands travaux consistant « non seulement à réparer l'actuel réseau des digues du delta, […] mais aussi à le consolider » et à y ajouter un barrage anti-tempête.

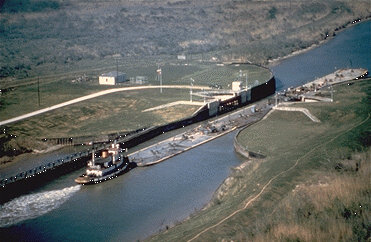
Écluse de Matagorda au confluent de l'ICW et du fleuve Colorado (Texas)

Dans la baie de Matagorda (Texas), on retrouve le même dispositif au confluent de l'Intracostal Waterway de part et d’autre du fleuve Colorado : écluses sommaires dont seuls les musoirs et portes sont élaborées, elles sont très longues (1 200 pieds / ±325 m) et constituent plutôt superficiellement des bassins à portes marinières (les ancêtres des écluses : voir ci-dessus). Sur l’autre fleuve texan comparable, le Brazos, on a seulement installé des pertuis de crue busqués à secteur . Contrairement aux autres établies au fil de l’eau, toutes ces portes et écluses ne sont opérationnelles (fermées) qu’en périodes de crue (floodgates).

#### à la sortie d’un raccourci ou d’un tunnel
Lorsqu’un raccourci ou un tunnel coupe un méandre important, le dénivelé du raccourci doit être racheté par une ou plusieurs écluses.
Le canal qui mène du Danube à la mer Noire, à Constanta, n’a que 65 km de long; le fleuve, lui, paresse dans un grand méandre et dans un vaste delta sur 300 km; à cause de cette différence, le canal comporte une écluse aux deux extrémités avec 1 et ± 2 m de chute.
Sur la Marne, celle de Saint-Maur régule les quelques décimètres d’un canal d’±1 km dont quelque 600 m de tunnel contre plus de 13 pour le méandre, fermé par le barrage de Joinville-le-Pont.

#### au confluent de marées avec un bassin, une rivière ou un canal

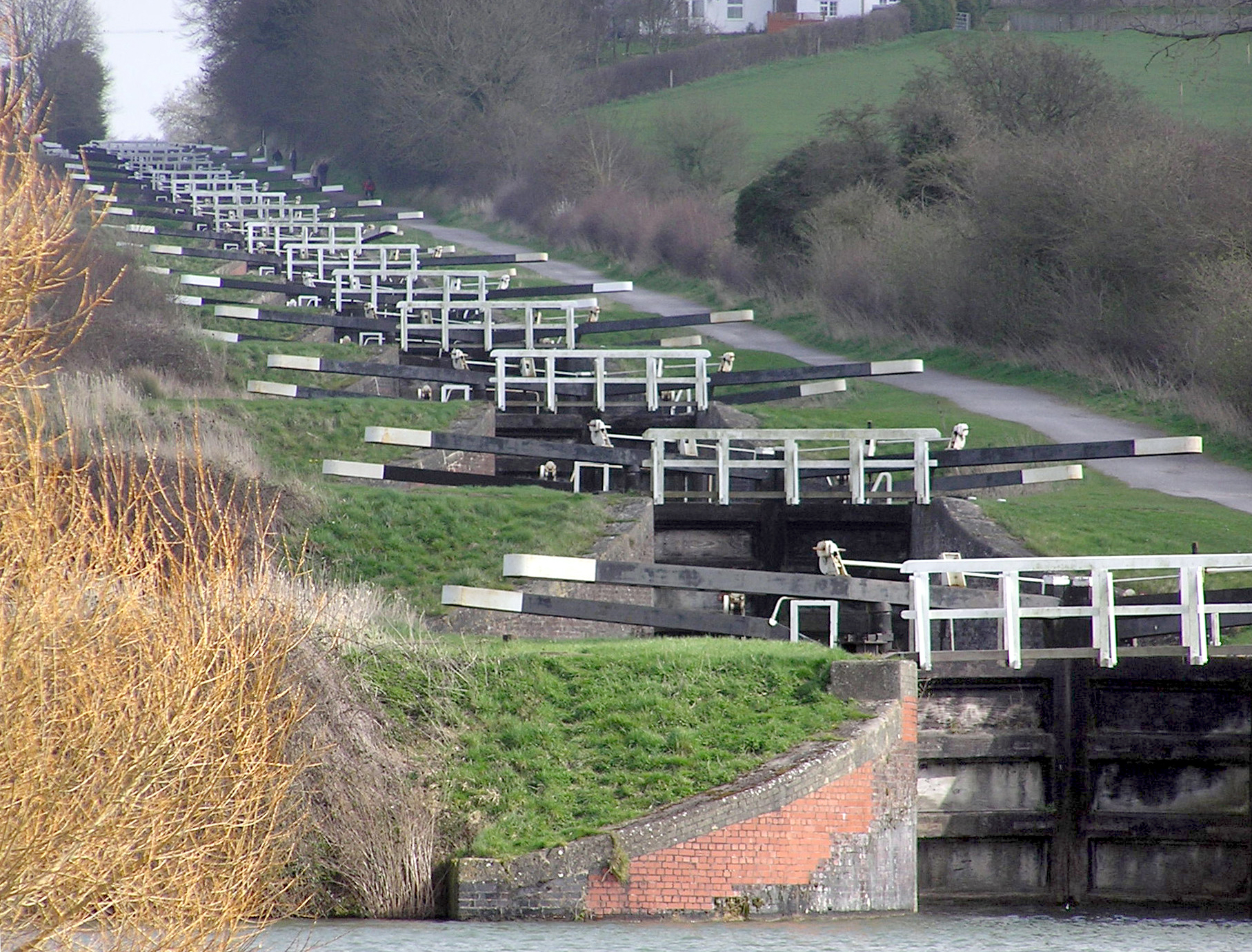
Système d'écluses « en escalier » à Caen Hill (Devizes), sur le canal Kennet-and-Avon, dans le sud de l'Angleterre. Il y a ici 16 écluses séparées par de très courts biefs pour permettre le croisement des bateaux.

On trouve des écluses à l'entrée de certains ports soumis à la marée. L'écluse sert à garder une profondeur d'eau constante dans le bassin même à marée basse : le bassin se trouve alors à une cote supérieure. C'est pourquoi les portes sont alors toujours busquées vers l'intérieur, comme à Bordeaux (écluses Bacalan).
Les horaires d'ouverture sont indiqués par rapport aux horaires de marée dans les instructions nautiques. Les jours de faibles coefficients, certains petits ports n'ouvrent pas l'écluse de la journée car, même à marée haute, le niveau d'eau à l'extérieur est trop faible pour la faire fonctionner correctement.
Des écluses à marée peuvent réguler des canaux maritimes de trois façons :
- en stabilisant la cote de l'ouvrage d'art ;
- en y régulant le courant ;
- enfin en empêchant le sel marin d'envahir l'eau douce des biefs adjacents.

Là où l'envasement pose problème, l'écluse à marée peut servir à des opérations appelées chasses de dévasement : en vives eaux, les vannes sont brusquement ouvertes et les abords aval de l'écluse nettoyés. Bien sûr, « le stationnement à proximité des écluses est alors déconseillé ». Aux écluses de Tancarville,« un pavillon bleu est placé au mât de signaux dès la pleine mer précédente » avec un panneau sur le musoir.
D'importants travaux de dragage dans le secteur maritime peuvent remettre en cause la viabilité des écluses au confluent de cours d'eau douce. À Nantes, l'Erdre canalisée devenait de moins en moins accessible par manque de tirant d'eau à marée basse. Le problème a été réglé par le comblement de divers bras de la Loire et, à l’ouest de la ville, de l’Erdre et le creusement du tunnel-canal Saint-Félix sous les cours avec une écluse qui régule les marées de la Loire.

#### aux extrémités d'un isthme creusé ou artificiel
Les écluses du Nord-Ostsee Kanal (Canal de Kiel) maintiennent la cote constante en rachetant les différences de marées entre les mers du Nord (± 3 m à Brunsbüttel) et Baltique (quelques centimètres seulement à Holtenau), différences qui, sinon, auraient généré des courants difficiles à gérer. Elles permettent aussi à l'eau saline de ne pas envahir le système, alimenté en eau douce par le fleuve côtier Eider.
Celles du canal de la Martinière, aujourd'hui déclassé, ont joué le même rôle.
Lorsque les marées de part et d'autre ne se produisent pas en même temps avec des différences trop importantes, les portes doivent être doublées pour être busquées dans les deux sens : elles portent alors les noms techniques de porte d'èbe et de flot (de l'allemand Ebbe et Flut). Exemples : écluses de Canso (en) et de St-Peters à l'île du Cap-Breton et du Brault sur le canal de Marans à la mer; certaines écluses faisant la jonction entre l'Intracoastal Waterway et divers fleuves qu'elle coupe (Colorado et Braos au Texas, Mississippi…).

### Types et contraintes

#### Types
On distingue deux catégories d'écluses : celles de chute faible ou grande. 
On considère qu’une écluse est de faible chute (donc de pression hydraulique faible) lorsqu’elle n’est pas supérieure à son tirant d’eau. Dans ce cas, le busc amont reste submergé et n’est pas visible.
Dans les faits, c'est la conception même de l'écluse qui détermine un type ou l'autre : dans une écluse de faible chute, le remplissage du sas et sa vidange s'effectuent par gravité grâce à des mécanismes mobiles (la plupart du temps des vantelles, longtemps manœuvrés à la main...) Dans une écluse de grande chute, ces opérations s'effectuent par le radier ou les bajoyers ou les deux, au moyen d'une tuyauterie plus ou moins complexe. Dans les cas de faible alimentation en eau, des pompes récupèrent l'eau d'éclusage dans des collecteurs de drainage ou des bassins de récupération (voir plus bas).
À titre d'exemple, pour une écluse de 190 x 12 x 4m, on pourra consulter les schémas d'une Étude économique de la liaison Danube-Oder (Elbe) qui les compare : l'écluse de faible chute se monte à 5,10m (la différence entre les plans d'eau hydrostatiques aval et amont); celle de forte chute à 21,50m. Ces différences ont des répercussions déterminantes pour toutes les autres données.
En dépit de leur conception et construction beaucoup plus complexes, les avantages d'un barrage et d'une écluse de grande chutes sont :
- réduction du nombre d'écluses;
- « amélioration de l'alignement du chenal navigable et réduction de la longueur totale de navigation »;
- profondeurs supérieures dans le chenal principal, accroissant « l'efficacité des pousseurs et barges »;
- profondeurs supérieures dans les tributaires accroissant « les occasions de terminaux et [donc]  de développement industriel. » 
Pour ces raisons, la très grande majorité des écluses construites après la 2e Guerre mondiale sont de type grande chute : en Amérique du nord, Tennessee, bien sûr, Tennessee-Tombigbee Waterway, Voie maritime du Saint-Laurent; en Europe, le parachèvement du canal du Rhin au Danube par le Main, les écluses des Portes de fer sur le Danube; en Asie, le barrage des Trois-Gorges; etc.

#### Contraintes

##### hydrauliques
Les pressions hydrauliques constituent l’une des contraintes majeures des écluses : elles s’exercent non seulement en fonction de la chute, mais également du fait des variations d’une écluse vide ou pleine.
Elles sont croissantes de haut en bas et augmentent donc en fonction de l'importance de la chute : pour y résister, la maçonnerie est en trapèze croissant de haut en bas (voir aussi ci-dessous première écluse Wheeler.)
Ouvrages mobiles, les vantaux (portes) représentent le point le plus sensible. La porte aval est généralement plus haute et correspond à la somme de la chute plus les tirants d’eau et garde.
Sur le canal de Chambly (Québec), on trouve cependant une série d’écluse dont les vantaux aval et amont sont identiques. Le busc amont n’est alors pas dans l’écluse, mais en dehors. On doit s’interroger sur les motifs de ce dispositif non conventionnel : entrepris en 1831 à une époque où Londres décidait de ses colonies, les ingénieurs ont probablement eu recours à cette astuce pour maximiser la longueur utile de leur ouvrage d’art. En mode conventionnel, un vantail amont sur un busc raccourcit l'écluse d’autant au risque de s’échouer sur le seuil supérieur. Un busc extérieur supprime ce désavantage. Construit à travers des régions encore densément boisées, le matériau végétal, meilleur marché, amplement disponible et plus facile à travailler l’emportait sur les ouvrages de maçonnerie.
Dans les vallées encaissées ou fortement urbanisées ou les deux, un barrage transversal ne serait pas en mesure de retenir adéquatement les crues : il est alors construit longitudinalement aux rives. À Würzburg, sur le Main, la première écluse au-dessus du Vieux pont se trouvait à l’amont d’un barrage dont le déversoir exerce une poussée latérale et tourbillonnante sur quelque 250 m. À cause de cette contrainte, cette écluse est aujourd’hui condamnée : c’est donc l’une des rares où l’écluse n’est pas doublée pour la plaisance.

##### dynamiques
Selon que le sas est plein ou vide, les bajoyers d’une écluse subissent des poussées différentes.
Plein, la pression du terrassement sur la maçonnerie ou le béton vertical s’équilibre à peu près avec la poussée hydraulique; vide, les bajoyers subissent une pression latérale variable selon la hauteur et l’imprégnation des matériaux de terrassement.
Pour cette raison, on tente de maintenir une écluse pleine lorsqu’elle n’est pas utilisée. En pays nordique, en revanche, en période de chômage, on maintient en général les écluses vides.
C’est aussi l’une des raisons pour laquelle, sur le premier grand canal de jonction du monde occidental, celui du Midi, Pierre-Paul Riquet a choisi la forme ovale. Cette disposition permet aussi d'admettre plus de bâtiments bien qu’elle soit plus coûteuse. Elle n’a guère été reprise depuis.

##### hydrologiques
Dans un cours d'eau canalisé, le courant, toujours accéléré à proximité d'un barrage, est détourné d'une écluse par le quai, le mur d'approche, ou seulement les musoirs. Même dans ce cas, de forts vents de travers peuvent générer des clapots comme à l'amont de l'écluse de Pickwick Landing sur le Tennessee. Pour réduire ces inconvénients indésirables, voire dangereux, les murs d'approche y ont été allongés de structures flottantes composées… de barges recyclées!
En canal, en principe, le courant est limité à l'apport nécessaire au remplissage d'un sas vide; donc insignifiant.
Lorsque le canal sert aussi à alimenter des centrales hydro-électriques, on peut y retrouver des vitesses proches de celles des rivières. Sur le canal Welland, entre l'écluse 8 et le pont 11, on trouve un courant descendant de quelque 1,6 km/h (1 mille terrestre/heure) et traversier à l'approche du 3e canal.

##### étanchéité
Comme le reste de l’écluse, le radier doit être aussi étanche que possible : pour éviter les ruissellements susceptibles de provoquer des ravinements (voir plus bas l’accident de l’écluse Wheeler sur le Tennessee); d'une manière générale, pour économiser l’eau des bassinées, surtout là où l’alimentation est problématique.

### Dimension des écluses

#### considérations générales
Les dimensions des écluses d’un cours d’eau dépendent largement de son débit. Une fois qu’elles sont fixées, elles en déterminent les standards au complet. Sur les grands cours d’eau, elles évoluent avec les progrès successifs.
La cote des buscs aval et amont doit être déterminée en fonction des étiages : la hauteur verticale détermine la chute théorique de l’ouvrage. Celle des radiers doit au contraire être calculée en fonction des plus hautes crues connues. Lorsque ces cotes ne sont pas atteintes ou dépassées, l’administration de la voie d’eau doit prescrire une interdiction de naviguer.
La plupart du temps, la largeur de l’écluse correspond à la portion la plus étroite du musoir augmentée de celle des portes si elles ne sont pas encastrées. Certaines écluses sont plus larges soit parce qu’elles ont des bajoyers inclinés (comme sur l’Yonne), soit parce que, surdimensionnées, elles sont conçues pour écluser plusieurs bâtiments standards à la fois (comme pour l’écluse du Brault). Jusqu’à sa réfection, l’ancienne écluse d’Augst (la dernière sur le Haut-Rhin) était des deux types.
Les dimensions du cours d'eau lui-même déterminent celles de l'écluse : la rivière étant étroite et sinueuse, celle de Chicago n'a que 80 pieds (± 25 m) de largeur, au lieu de 110 pour le reste de la liaison Mississippi - Grands Lacs.
L'amélioration des voies navigables entraîne généralement l'augmentation de la chute des écluses et, par conséquent, la suppression de certaines d'entre elles avec le barrage qui va avec, comme à Samois-sur-Seine.
En plus de déterminer les besoins en eau, une écluse définit certaines paramètres d'un canal ou cours d'eau aménagé : les dimensions des bâtiments, celles du fond et des autres ouvrages (ponts, bassins d'évitement, etc.) Dans un vaste réseau, une seule mesure différente suffit à condamner un gabarit unique. Sur celui des Grands-Lacs-Saint-Laurent, la profondeur des huit écluses du quatrième canal Welland (1932) était moindre (7,6 m) que celle du reste du réseau en construction (9,1 m, pour 8,2 de « profondeur utile»). Avec l'écluse Poe du Sault-Sainte-Marie (9,8 m) — longtemps la plus grande du monde avec l'un des trafics les plus importants —, déséquilibre et rupture sont encore plus marqués : toute une flotte de vraquiers ou laquiers sont confinés aux Grands lacs.
Sur le vaste réseau fluvial navigable des États-Unis, le standard de 110 pieds de large par 1200 de long (33 m x 365) sasse un train d’une quinzaine de barges (en) jumbo de 35 pieds par 195 pour 1 500 t courtes chacune (pour un enfoncement de 9 pieds). Sur les tributaires amont et quelques canaux de jonction, des écluses deux fois moins longues, parfois aussi larges, parfois moins, conviennent à un nombre nécessairement moins élevé de barges par convoi. Combiné à l’écluse principale, ce « demi-standard » joue alors un rôle de secours en cas de panne. (Les trains de barge doivent alors être démantelés, puis reconstitués.)
Les cartes du Corps des ingénieurs des États-Unis proposent des schémas très précis fournissant tous les renseignements utiles : en unités anglaises, longueur et largeur; niveaux « normal », d’étiage et de crue; par le fait même, hauteur de la chute; des murs d’approche, etc. (Exemple sur l'écluse MacAlpine sur l'Ohio à Louisville).

#### mesures des écluses
Nombre de documents officiels et privés – notamment les cartes - ne proposent que des données partielles pour les écluses. Ne sont pas toujours précisées
- les mesures physiques de l’ouvrage et ses dimensions utiles;
- la hauteur de la chute (et donc le tirant d’eau);
- etc.

Or l’enfoncement maximum d’un navire à une écluse correspond toujours au moindre des deux chiffres suivants : le niveau d’eau de chaque bief moins le pied de pilote d’une part; d'autre part, la chute diminuée de la même valeur. Dans l'ensemble des données d'une écluse, l'enfoncement est donc la seule variable que chaque bâtiment doit calculer.
La liste des écluses du Danube proposée par la Commission ad hoc, fournit l’essentiel des données utiles :
Tout document sur une voie d’eau ou un ouvrage d'art devrait fournir l’ensemble de ces données pour une séquence homogène (tout en évitant les répétitions d’une série d’ouvrages identiques.)
N’y manquerait que la cote de chacun des ouvrages. Avec le kilométrage, cette donnée permettrait d’apprécier la vitesse moyenne du courant dans le bief concerné.

#### limites maximales
La dénivellation franchissable par une écluse est limitée à 25 m environ. Au-delà il faut créer une série d'écluses en chaîne, ce qui complique encore le passage. On en connaît cependant qui dépassent les 30 m de chute : Carapatello sur le Douro au Portugal : 34 m, et Zaporoje sur le Dniepr : 37 m.
Située dans le port d'Anvers, en Belgique, l'écluse de Berendrecht est la plus grande de la planète : 500 mètres de long, 68 m de large et d'un peu moins de 14 m de profondeur. Avant elle, les écluses du port d'Anvers « Kruisschans », « Baudouin », « Zandvliet » furent successivement les plus grandes du monde.
En revanche, la plus petite (qui ne soit pas une maquette) est peut-être en France, dans le Marais Poitevin, à Maillé au lieu-dit l'Aqueduc. Elle mesure 7 m sur 3, et sa chute oscille entre 0  et   30 cm selon le niveau de la rivière sur laquelle elle se trouve, la Jeune Autize…

#### brefs historiques
Sur le réseau britannique, où deux cours d’eau seulement ont quelque 350 km de long, et quatre autres plus de 200, les débits faibles des bassins versants modestes expliquent que le réseau des narrowboats ne se soit guère développé : les bâtiments ont à peine 2 m de large pour moins de 22 de long.
Un tableau de quelques canaux de l’État de New-York (en) montre comment des ouvrages construits trop vite, avec trop d'écluses d’abord en bois, ont eu une durée de vie réduite (d’une à trois quinzaines d’années). En contribuant d'abord à l’essor de la colonisation, ils ont néanmoins préparé le vigoureux développement de l’ère industrielle.
Paradoxalement, de ces canaux d'origine, c’est celui avec le nombre d’écluses le plus dense au kilomètre, au seuil de partage le plus élevé, celui de la Black River, qui a officiellement résisté le plus longtemps, même si son importance est devenue faible après la première Guerre mondiale. Raison pour laquelle il n'a été ni modernisé, ni prolongé jusqu'au Saint-Laurent.
Même chose pour les écluses trop nombreuses du canal de Louis II de Bavière : lui aussi soumis à des contraintes hivernales à cause de son bief de partage le plus élevé d’Europe, en dépit de son trafic devenu insignifiant, il n'a été officiellement fermé que 22 ans avant l’inauguration de la liaison moderne en 1992.
Tableau comparatif :
|                               |      |     |            |             | C A N A L      | C A N A L      |                       |                       | É C L U S E S         | É C L U S E S | É C L U S E S | É C L U S E S | É C L U S E S |
|                               |      |     |            |             | Longueur       |                |                       |                       |                       |               |               |               |               |
|                               |      |     |            |             | nbre d'écluses | nbre d'écluses | C h u t e t o t a l e | C h u t e t o t a l e | C h u t e t o t a l e |               | Dimensions    | Dimensions    |               |
|                               |      | Ans | Localités  | Plans d'eau | mille t.       | km             | pieds                 | m                     | m                     |               | pieds         | m             |               |
|                               |      |     |            |             | moyenne        | moyenne        |                       | moyenne               | moyenne               |               |               |               |               |
|                               |      |     |            |             |                |                |                       |                       |                       |               |               |               |               |
| Blackriver                    | 1837 |     | Rome       | Canal Érié  | 35             | 56             | 1526                  | 465                   |                       | L             | 90            | 27,5          |               |
|                               | 1855 |     | Carthage   | Black River | 109            | 109            | bief de partage       | bief de partage       |                       | l             | 15            | 4,58          |               |
|                               | 1925 | 70  | MOYENNES : | distance :  | 0,32           | 0,52           |                       | chute :               | 4,27                  | tde           | 4             | 1,22          |               |
|                               |      |     |            |             |                |                |                       |                       |                       |               |               |               |               |
| Bavière (Ludwig)              | 1836 |     | Bamberg    | Regnitz     |                | 172            |                       | 244                   |                       | L             | *155          | 34,5          |               |
|                               | 1846 |     | Kelheim    | Danube      |                | 100            | bief de partage       | bief de partage       |                       | l             | *16           | 4,67          |               |
|                               | 1950 | 104 | MOYENNES : | distance :  |                | 1,72           |                       | chute :               | 2,44                  | tde           | *4            | 1,46          |               |
| * pieds en mesures bavaroises |      |     |            |             |                |                |                       |                       |                       |               |               |               |               |

En France, le gabarit Freycinet (39 m x 5,2) a, pendant près d’un siècle, contribué à un vaste réseau homogène de 5 800 km pour des péniches de 38,5 m sur 5,05 m.
Les pays riverains de la mer du Nord (France, Belgique, Pays-Bas, Allemagne…) ont connu des standardisations comparables avec diverses modernisations récentes (liaison Dunkerque-Escaut, canal du Centre…).
Quand, à la suite de tractations politiques, de la brusque concurrence des chemins de fer, puis du camionnage, ou encore de remises en question économiques… les écluses d'une voie navigable ne sont pas toutes au même gabarit, c'est bien sûr la plus petite qui est déterminante. À l'origine, celles de Grenville n'étaient pas aux dimensions de celles de Carillon et du canal Rideau. Celles du canal de Chambly sont toujours plus petites que celle de Saint-Ours et celles du canal Champlain aux États-Unis. Ces restrictions ont, dans les deux cas, favorisé le développement des premiers chemins de fer au pays : la ligne La Prairie-Saint-Jean dès 1836 et, en 1873, « un tronçon […] entre Carillon et Grenville » aux deux extrémités des canaux latéraux des mêmes noms. Les « ruptures de charge étant particulièrement coûteuses, » ces concurrences locales constituent la porte ouverte au développement général du ferroviaire au détriment du fluvial.
En Allemagne, sur le canal Elbe-Lübeck, l'agrandissement de l'écluse de Lauenburg est la seule qui a été réalisée avant l'abandon du projet de modernisation.

#### Combinaison d'écluses

##### flou terminologique
Un certain flou entoure l'usage des termes désignant des ouvrages proches par les contraintes, mais différentes par la construction. Le problème est encore compliqué par les écluses jumelées ou doubles, construites côte à côte.
Les articles de Wikipédia utilisent le terme d'échelle d'écluses pour tous les ouvrages contigus ou jointifs : Rogny-les-Sept-Écluses sur le canal de Briare, Fonseranes et Saint-Roch sur le canal du Midi…
L'exhaustif et respectable Lexique fluvial et batelier - Projet Babel propose des définitions inverses.
Les combinaisons d'écluses s'effectuent
- soit latéralement
- soit longitudinalement

et
- en contigu ou jointif
- ou le contraire.

La liste des écluses de la Commission du Danube propose le terme d'« écluse à double sas » pour distinguer celle-ci de l'écluse à deux sas jointifs.
En toute rigueur linguistique, la métaphore consistant « à utiliser un mot à la place d'un autre, sur la base de la ressemblance ou de l'opposition », les termes d'échelle et d'escalier impliquent des espaces distancés uniformément. Pour les écluses, on devrait donc réserver ces catachrèses aux ouvrages contigus ou jointifs.
Le terme multiple, qui évoque la variété et la disparité, conviendrait mieux aux ouvrages séparés les uns des autres par de courts biefs.
À défaut de consulter tous les ouvrages pour clore le débat, on peut retenir des considérations historiques : une publication consacrée au Canal du Midi signale que Riquet a construit, entre autres, « un escalier d'eau en une suite de huit écluses majestueuses ».

##### quelques exemples
Des écluses peuvent être doublées (ou jumelées) par de plus imposantes au fur et à mesure de l'amélioration de la voie d'eau : sur la Basse-Seine, on trouve côte-à-côte des écluses au gabarit Freycinet à côté d'ouvrages plus récents pouvant accommoder les fluvio-maritimes. C'est aussi le cas à Brunsbüttel et Holtenau aux extrémités du Nord-Ostsee Kanal ou canal de Kiel avec deux écluses jumelées (4 en tout!) respectivement de 125 et de 310 m de long. Et au Sault-Sainte-Marie avec quatre écluses américaines et une canadienne, ainsi qu'à Panama où les écluses Panamax ont été doublées par des Post-Panamax (420 m x 55 × 18 m) après le récent (2006 - 2016) élargissement du canal.

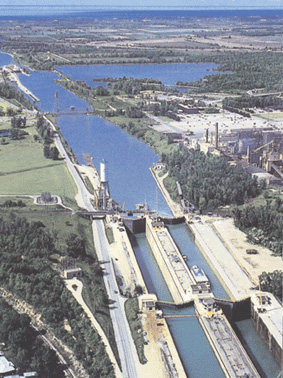
Écluses jumelées triples de Thorold - Au loin, l'écluse simple no 3

Sur un canal à écluses simples comportant une échelle d'écluses, celles-ci peuvent être jumelées pour maintenir le trafic dans les deux sens et compenser la lenteur de manœuvre au goulet d'étranglement. C'est le cas au milieu des 43,5 km du canal Welland avec les Twin Flight Locks de Thorold. Les paramètres longitudinaux, latéraux et de proximité sont tous ici en cause : ce complexe comporte donc des écluses jumelées triples combinées avec une septième, simple. À noter que la terminologie officielle a retenu la combinaison latérale, mais que la numérotation (no 3, 4, 5 et 6) est longitudinale.
Généralement, les écluses jumelées sont contiguës (donc toutes sur la même rive). Exception : sur le Main, à Francfort, les écluses « professionnelles » de Griesheim (de) se trouvent rive gauche, celle de plaisance rive droite. À quelques exceptions près, sur cet affluent du Rhin, on trouve toujours de telles écluses, de dimensions moindres. (Celle de Francfort, plus grande que les autres - 21,93 m x 3,5 - correspond probablement à la première construite à cet emplacement).

### Incidents, accidents et entretien
Bien que les manœuvres aux écluses puissent être particulièrement délicates, incidents et accidents sont relativement rares.

#### navigation
Il arrive qu’un bâtiment de plaisance, beaucoup plus petit que l’écluse, s’y mette de travers à la suite des turbulences et accroche les bajoyers. De temps à autre, un bâtiment va « tutoyer » les portes.
Des OFNIs (objet flottant non identifié) peuvent occasionnellement obstruer les ventelles ou bloquer les portes.
À l’occasion, il arrive que l’écluse s’étant rétrécie sous l’effet des pressions, un bâtiment du gabarit standard s’y trouve bloqué. Fait encore plus rare, la chose peut arriver par… manque d’eau à cause de l’étiage.
Si les écluses elles-mêmes sont l’objet de peu d’accidents fatals, les barrages éclusés, en revanche, occasionnent de nombreuses victimes, parfois plusieurs par an. Sur une pleine page du prologue aux cartes de la rivière Ohio, le bureau de Louisville des USACE rappelle les règlements 33 CFR 207.300 interdisant l’approche de ces structures et met en garde contre les réels dangers de mort.

#### Structure
Dans les écluses où circulent des navires océaniques munis de bulbes d’étrave, ces aspérités peuvent endommager les quais d’amarrage et murs d’approche.

#### Cas rare: effondrement d'une écluse
En juin 1961, 30 ans après sa construction, le bajoyer rive-droite de l’écluse de Wheeler sur le Tennessee s’effondra subitement juste après le passage amont d’un train de barges, arrachant les vantaux aval et provoquant de larges brèches latérales et en amont.
Le rapport conjoint des ingénieurs et des géologues révéla le glissement d’une couche de glaise – anormale au Tennessee - emprisonnée dans les schistes rocheux.

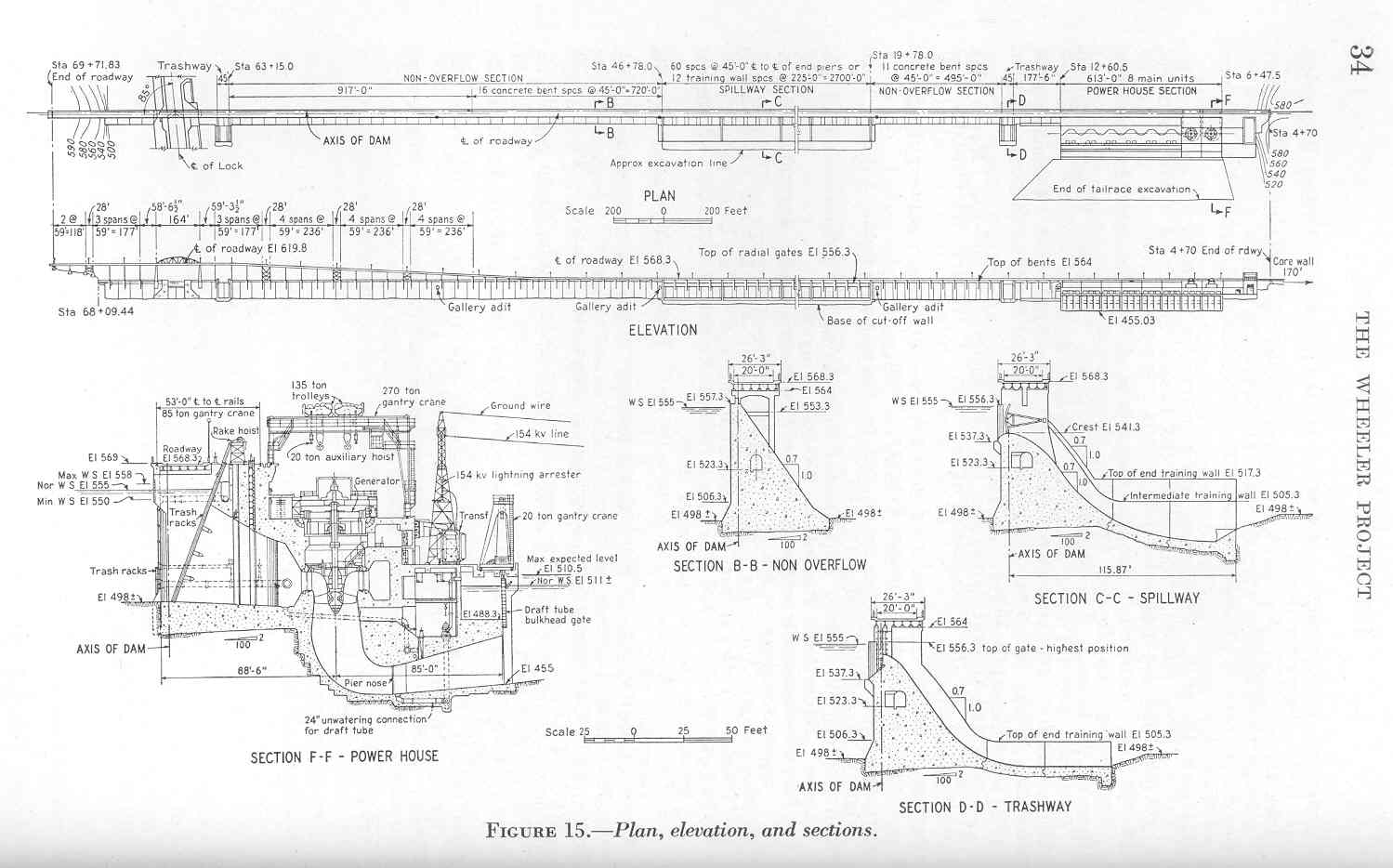
Plan en coupe de l'écluse de Wheeler.

20 remorqueurs et 140 barges s'étant retrouvés prisonniers en amont, pour le vrac, dont les céréales, on procéda au transbordement par route ou par convoyeur de part et d’autre du barrage; un pipe-line de 12 pouces (±30 cm) de diamètre pour les produits pétroliers; pour diverses pièces jusqu’à 75 tonnes du satellite Saturne, des quais de (dé)chargement provisoires et une route de quelque 1,5 km.
Reconstruite en moins de 10 mois, l’écluse et ses approches furent allongées pour deux barges jumbo (au lieu d’une seule). La nouvelle écluse, deux fois plus longue et large que l’originale, construite en parallèle en un temps record, fut inaugurée en mai 1963.

#### Entretien et réparations
Ouvrages soumis à des contraintes importantes, les écluses doivent faire l'objet d'un entretien suivi pour demeurer opérationnelles. C'est notamment le cas pour les portes ou vantaux qui, du fait de leur mobilité, subissent des stress importants. Dans les pays nordiques, la période de chômage forcé de l'hiver est systématiquement mise à profit pour effectuer l'entretien et les réparations nécessaires.
Dans les canaux historiques ou patrimoniaux, les travaux doivent être effectués à l'ancienne. Sur le canal Rideau, l'écluse Washburn à Lower Brewers a dû être entièrement reconstruite à cause d'infiltrations provoquant des affouillements. Les moellons de la maçonnerie ont été démontés pièce par pièce, numérotés puis restaurés en une seule saison.

#### Incident inédit
Une portée de canetons séparés de leur mère par l’éclusage est réglée de la manière la plus sérieuse du monde par le personnel éclusier.

### Cas particuliers

#### Inversion du courant
Une écluse peut servir à modifier un cours d'eau : celui de la rivière Chicago est ainsi inversé depuis 1900. Au lieu de se jeter dans le lac Michigan, les eaux de la rivière sont détournées vers le bassin du Mississippi par l'Illinois Waterway. Pour empêcher les eaux du Lac de pénétrer dans la rivière, les portes ou vantaux ne sont pas « busqués » vers « l'aval », mais, quelques centimètres « plus bas », vers « l'amont ».
Le cours de la rivière Sió a aussi été inversé grâce à une écluse : alors qu'elle se jetait dans le lac Balaton, elle a contribué à la régulation du niveau du lac lors de la construction de la ligne de chemin de fer.
Cette inversion peut aussi se produire naturellement lorsque, sur une chute faible, les crues ne se produisent pas en même temps. La chose arrive occasionnellement à l'écluse de Sainte-Anne-de-Bellevue lorsque la cote du Lac Saint-Louis (à 20,3 m normalement plus basse d'1 m environ) est plus élevée que celle du Lac des Deux Montagnes. L'inversion peut se produire également sur le Rhin, fleuve alpin aux crues rapides et brusques. Au port intérieur de Duisburg, les 7,35 m de chute de l'écluse de Meiderich (de) peuvent exceptionnellement être « rachetés ».

#### Courant neutre
Sur des chutes très faibles, divers bâtiments peuvent la contourner par un pertuis ouvert à cette fin, comme à l'écluse d'Iroquois. Il peut même arriver que, les biefs étant (à peu près) équilibrés, une écluse reste ouverte.
Sur les écluses d'isthme (voir plus haut), la chose se produit aussi de manière prolongée si les deux « biefs » sont à l'étale, et très brièvement dans le cas contraire.
En navigation fluviale, celles du Landwehrkanal (simple dérivation de la Sprée) à Berlin, permettent d'y maintenir le mouillage requis (2 m) indépendamment des fluctuations de la rivière. À l'écluse amont, un bâtiment avalant « monte » donc d'abord de quelque 20 cm.

#### Interaction sur la configuration des navires

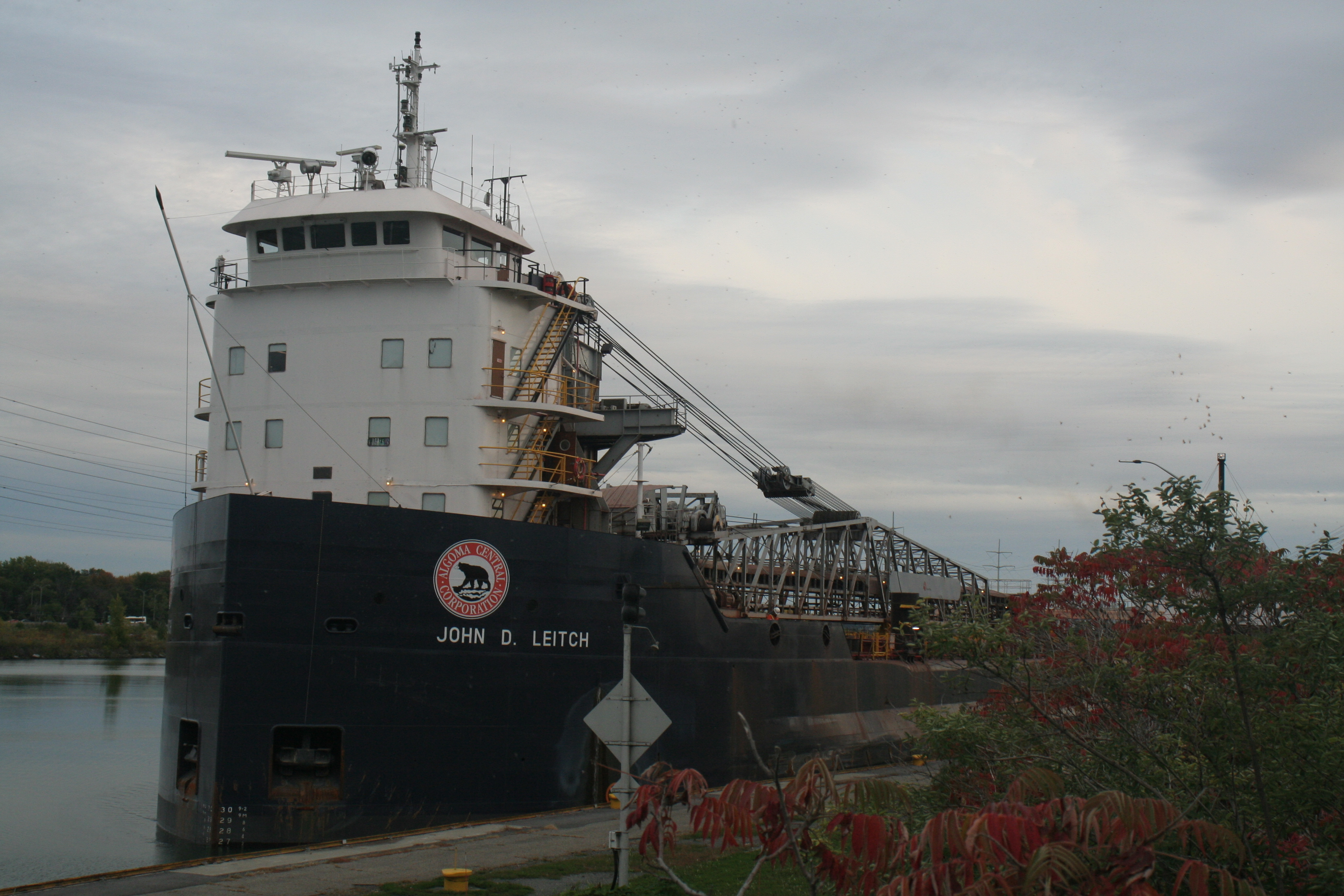
Timonerie sur proue d'un navire du système Saint-Laurent/Grands Lacs

L'agrandissement des écluses peut mener à modifier la configuration des navires : alors que, traditionnellement, timonerie et poste de pilotage sont situés à la poupe, au fur et à mesure de l'élargissement du canal de Lachine, cette disposition a été abandonnée : sur un « lachine », ils sont disposés à la proue. En effet, plus un navire est lourd et volumineux, plus la distance d'arrêt est grande et s'obtient à vitesse d'autant plus réduite. En l'absence de communication radio, le contrôle visuel indispensable pour stopper le bâtiment est meilleur à l'avant. Ce dispositif a été maintenu aux débuts des canaux Welland puis de la Voie maritime du Saint-Laurent jusqu'à la généralisation des communications électroniques.

#### Ecluses désaffectées
Une écluse désaffectée peut servir à la reconversion du bief supérieur. Celles du canal de la Martinière, murées, « assurent […] la régulation hydraulique d'un territoire couvrant le Lac de Grand-Lieu et le marais breton. »
Celle des rapides du Lac Deschênes sur la rivière des Outaouais a été transformée en marina (ultérieurement agrandi par le Britannia Yacht Club).
Celle de Brault, sur le canal maritime de Marans, où tout trafic commercial a disparu, est plus ou moins entrouverte pour la délicate régulation (partielle) du Marais Poitevin. Comme elle n'est plus gardiennée, les « bateaux de plaisance [qui] utilisent le canal de dérivation » doivent déposer un préavis pour sa manœuvre.

#### Écluses inachevées

##### Hors-terre

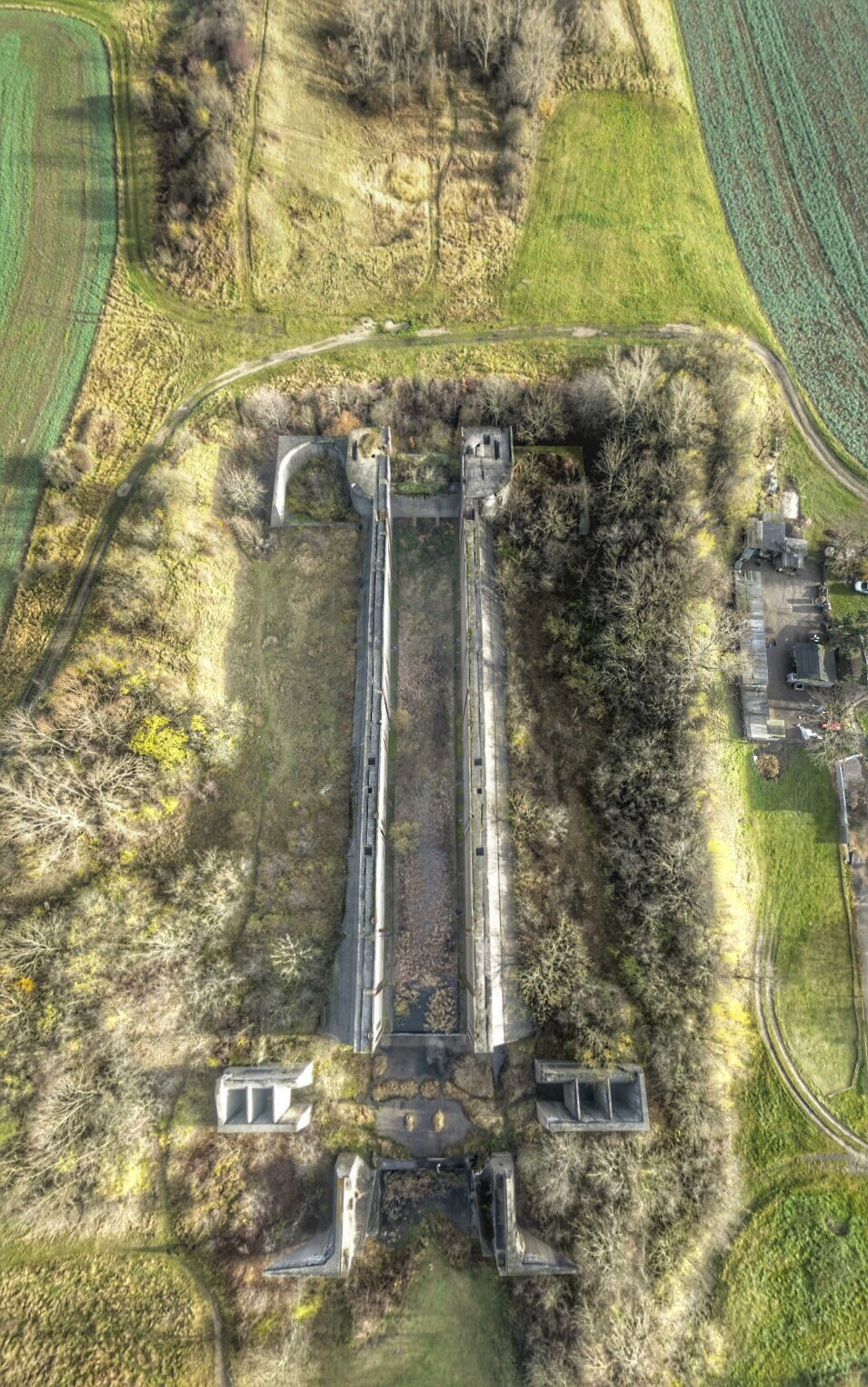
Écluse inachevée de Wüsteneutzsch (1943)

Écluses et canaux subissant d'innombrables soubresauts financiers, politiques, certains sont inachevés : c'est le cas de l'écluse de Wüsteneutzsch, sur le canal Elster-Saale (de) censé relier Leipzig à l'Elbe. Abandonnée dans les dernières années de la Seconde Guerre mondiale, elle pose un problème courant : ses dimensions étant supérieures à celles qui, en aval, mènent à Halle-an-der-Saale, il faudrait mettre ces dernières au même gabarit pour rendre l'éventuel canal pleinement opérationnel.

##### Sous-eau

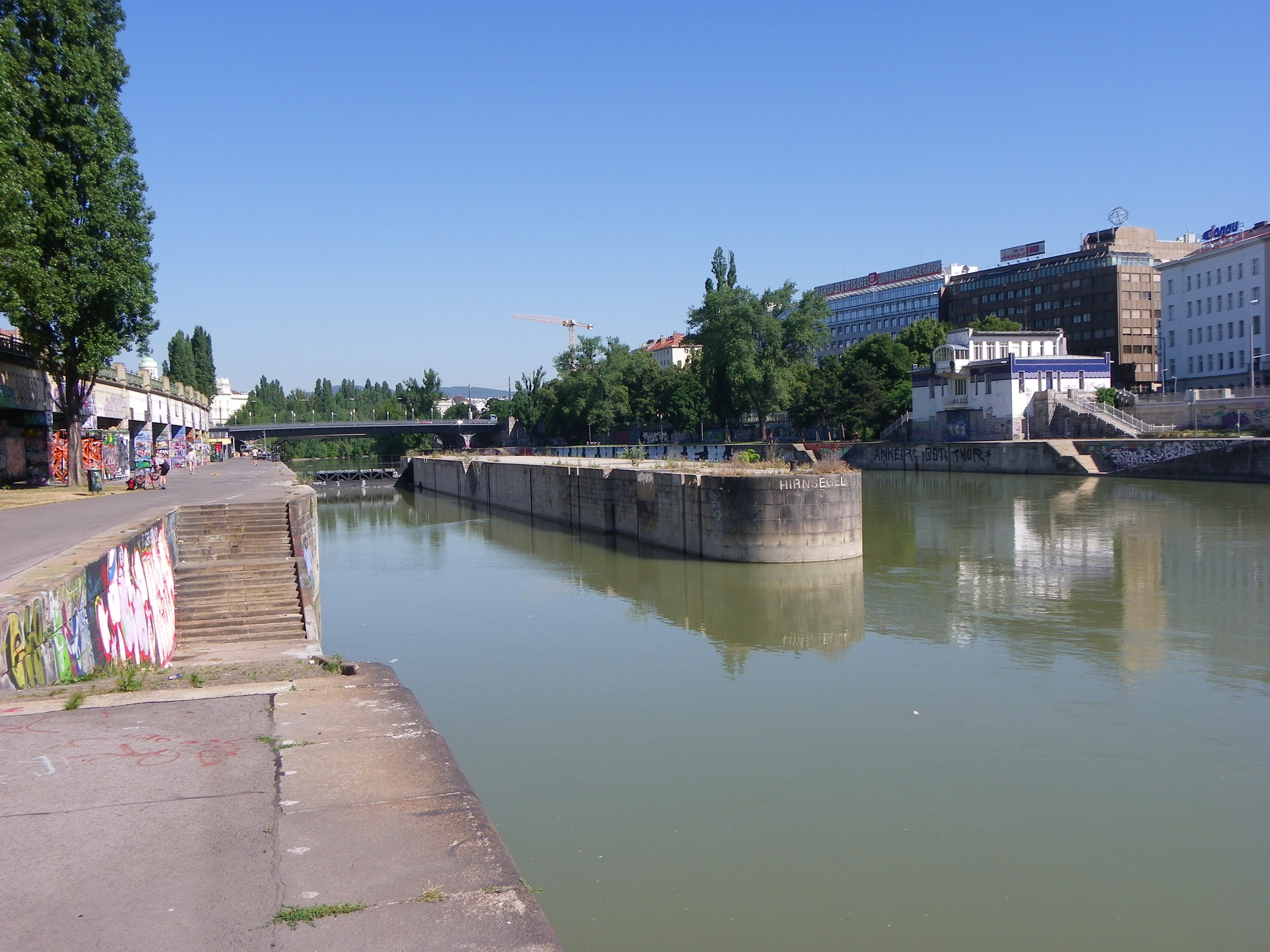
Danube - Vienne - Écluse Kaiserbad

À Vienne, sur ce qui était alors le principal bras urbanisé du Danube, les écluses prévues en aval de celle de Nussdorf ont été soit abandonnées en cours de construction, soit jamais entreprises. C'est ce projet qui a justifié que ce bras soit baptisé Donaukanal.

#### Autres cas
L'emplacement même d'une écluse peut être choisi pour minimiser les impacts (coûts, construction, manœuvres…) d'un canal sur d'autres voies de communication. L'une de celles de Beauharnois constitue une variante (partielle) de pont-canal puisqu'elle est construite au-dessus de la route QC-132 qui passe dessous. L'autre, ferroviaire, tourne au-dessus de l'écluse amont. La distance entre les deux étant suffisante pour le croisement des bâtiments, elles constituent des écluses doubles (terme différent de doublées).
À la Nouvelle-Orléans, le Mississippi, contraint dans un système de « levées » de quelque 5 600 km sur 1 000 milles (±1 600 km) de son parcours, connaît des crues moyennes de 14 pieds (4,25 m) au-dessus du zéro des cartes. La demi-douzaine d’écluses des canaux de jonction avec le lac Pontchartrain et les bayous, sont busquées vers le Fleuve.

#### Effets pervers
Normalement vouée à améliorer la liaison, une écluse peut avoir l'effet inverse. Sur le Sénégal, le barrage anti-sel de Diama a été doté d'une écluse de type grand gabarit européen (175 m x 13). Comme l'écluse ne convient pas aux petites embarcations de pêcheurs qui s'y trouvent bloquées, la navigation y est restée « à un stade embryonnaire, » puisque la navigabilité du fleuve jusqu'au Mali [… aurait nécessité] « des calibrages du lit, donc des financements lourds » et que chaque éclusage sacrifie quelque 40 000 m3 d'eau dans le climat sahélien où elle est très précieuse.
Sur le Niger, cet écueil a été évité aux écluses des barrages de Markala (±62 m x 12) et de Kainji (49 m).

## Manœuvres
Le franchissement d'une écluse est une opération dont la durée varie avec la conception de l'ouvrage, et pas seulement en fonction de sa hauteur ou de son volume d'eau nécessaire (la « bassinée »). Il faut équilibrer les niveaux d'eau avec un bief puis avec l'autre, en transférant à chaque fois une masse d'eau du bief amont vers le bief aval, correspondant au volume de la bassinée (soit un parallélépipède rectangle (longueur du sas × largeur du sas × hauteur de chute). Cela suppose dans le cas d'un canal une alimentation en eau proportionnée à l'intensité de la navigation. Divers dispositifs (rigole, pompes, etc.) garantissent le volume voulu pour maintenir le niveau requis, notamment aux biefs de partage.

### Synchronisation des écluses
Lorsque des écluses présentent des chutes élevées, le temps de sassement augmente nécessairement ainsi que les risques d'engorgement.
Sur le canal du Rhin au Danube par le Main, les 3 écluses les plus élevées - celles de Leerstetten, Eckersmühlen und Hilpoltstein, les plus hautes d'Allemagne à 24,67 m - sont sassées de manière synchronisée pour éviter de tels bouchons,

### Règlements et sécurité
De manière générale, l'accès aux écluses des canaux patrimoniaux ou historiques est public; celles des grands navires commerciaux, en revanche, lui sont interdites. La plupart des canaux édictent des règlements propres conformes à leur vocation et à leur statut..

#### Manœuvres
En Belgique, un panneau spécifique bleu annonce une écluse. Pour en demander la manœuvre, on peut requérir soit au signal sonore (lettre morse K : -.-) ou au VHF.
Quand l'écluse est gardiennée, les manœuvres d'éclusage s'effectuent toujours sous la responsabilité du personnel.
Sur les petits gabarits, des feux de type routier peuvent régler la circulation. Dans la chambre, le contact entre éclusiers et plaisanciers peut s'effectuer verbalement et visuellement.
À l'occasion, quand la chute est importante, la liaison VHF est recommandée, sinon prescrite. C'est le cas à Carillon où les premiers sont séparés des seconds par une vingtaine de mètres lorsque la chambre est vide.

#### Règlements
Dans le chapitre Entrée et sortie des écluses, Parcs Canada précise simplement que le propriétaire d'une embarcation « s'assure que :
- a) le bâtiment est équipé d’une quantité suffisante de bonnes amarres ;
- b) les défenses attachées au bâtiment sont solidement fixées et faites d’un matériau flottant. »

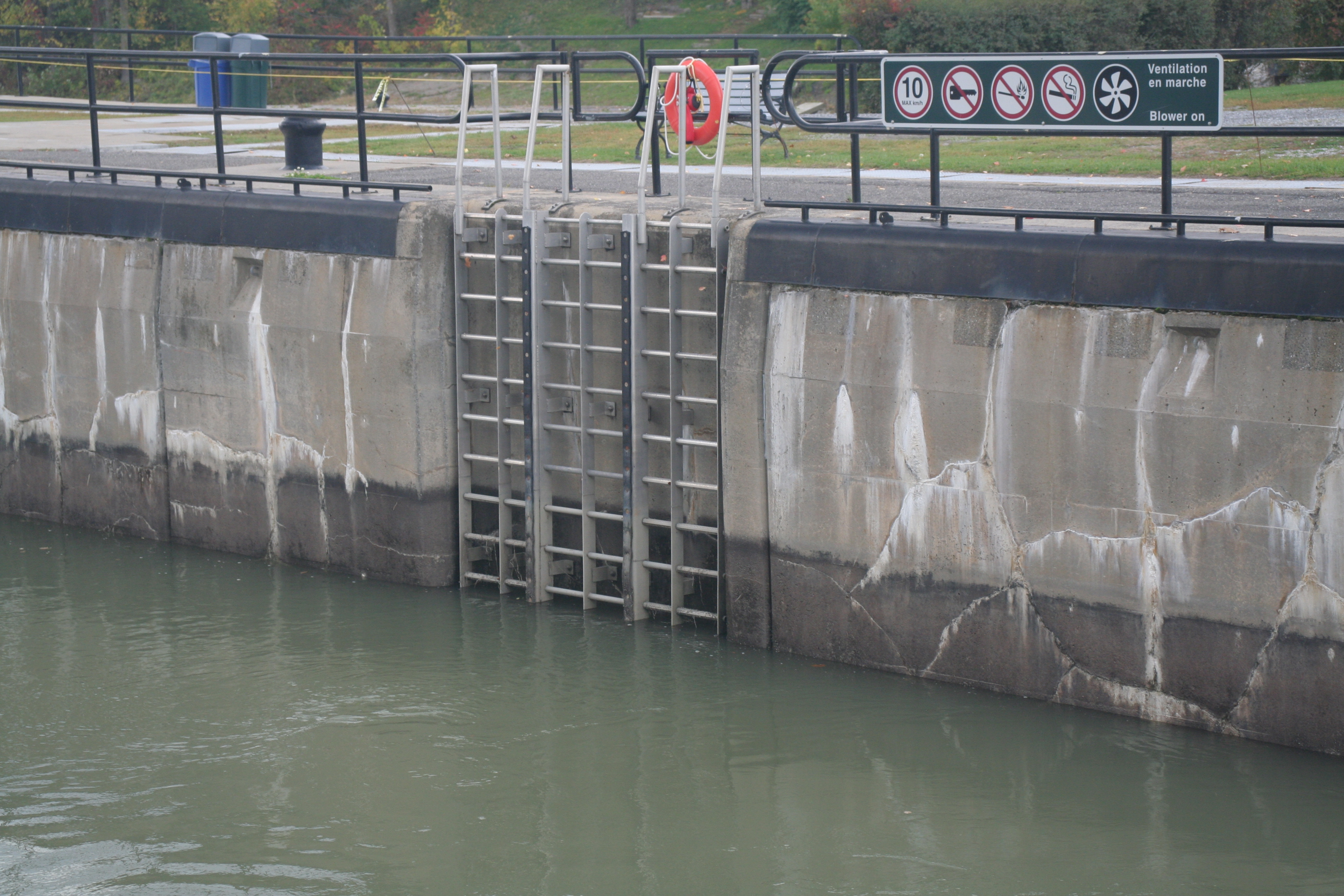
Dispositifs de sécurité aux écluses historiques - Saint-Ours - Québec.

Pour la manœuvre elle-même, le propriétaire doit se conformer aux feux de signalisation, aux prescriptions du personnel éclusier et à quelques normes de sécurité et à quelques autres règles usuelles simples : vitesse réduite, interdiction de fumer, moteur à l'arrêt, ventilateur de cale en marche, pas de flamme nue…
L'essentiel des prescriptions est rappelé par un panneau.
Pour l'approche, les plaisanciers peuvent appeler à la VHF sur le canal 68 ou 69.

#### Protection des installations
Pour parer aux inévitables fausses manœuvres, les quais, musoirs et murs d'approche ainsi que des dispositifs saillants (échelles) peuvent être protégées par des défenses rapportées ou incorporées dans la maçonnerie.

#### Sécurité
Parmi les divers dispositifs, on trouve :
- des bouées de sauvetage ;
- des garde-fous (passerelles des vantaux et abords de la chambre) ;
- des échelles encastrées dans le bajoyer ;
- une barre d'attrape métallique ;
- des panneaux de rappel…

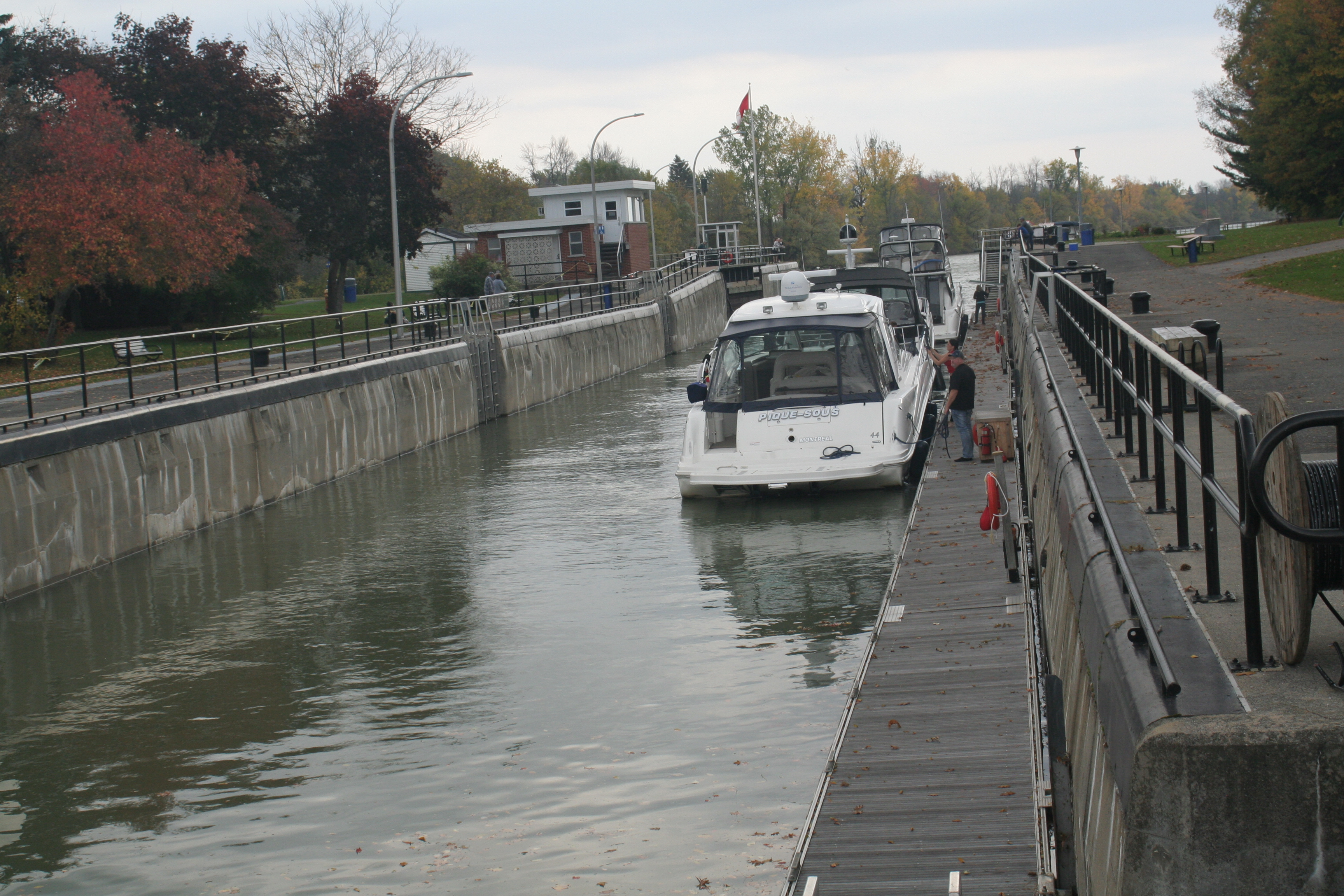
Ponton d'écluse - Saint-Ours - Québec.

Dispositif à la fois de sécurité et de confort, certaines écluses présentent des bollards flottants, encastrés dans le bajoyer : les amarres ou aussières n'ont pas à être ajustées durant l'éclusage.
Dans l'écluse de Saint-Ours (plus large que les autres sur la liaison rivière Richelieu / canal de Chambly), un ponton flottant a été installé dans toute la chambre. Les embarcations sont amarrées comme à l'ordinaire, et les plaisanciers peuvent même en sortir durant l'éclusage.
Quand le personnel est nombreux, les passerelles sur les vantaux sont systématiquement barrées à l'approche de leur ouverture.

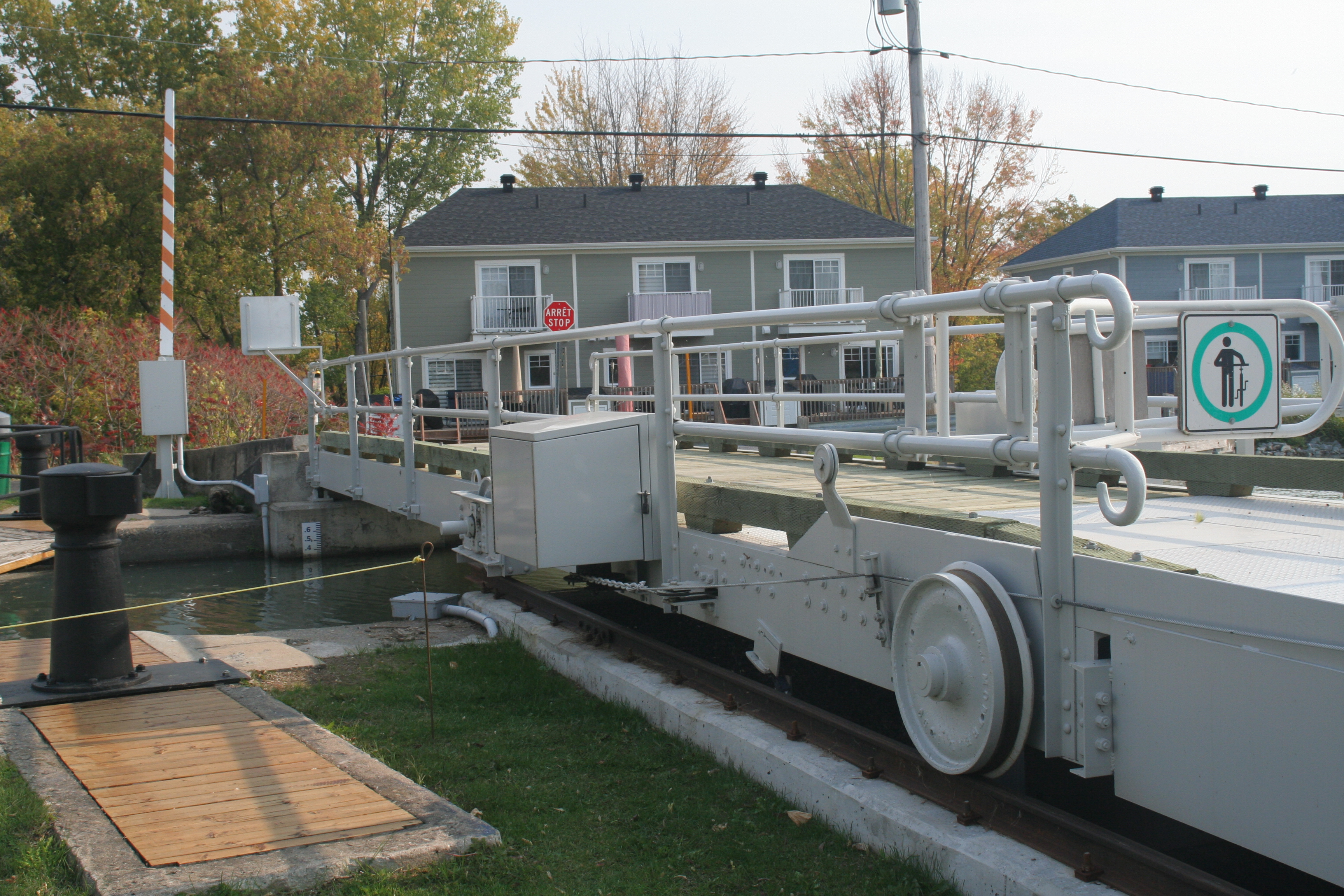
Passerelle mobile pour piétons et cyclistes - Écluse 8 - Canal de Chambly - Québec - Noter la barrière.

Dispositif de sécurité ultime, une passerelle mobile pour piétons et cyclistes est installée en amont de l'écluse no 8 du canal de Chambly.

## Évolution dans la construction

### Écluse à porte à relevage (dites «à guillotine»)

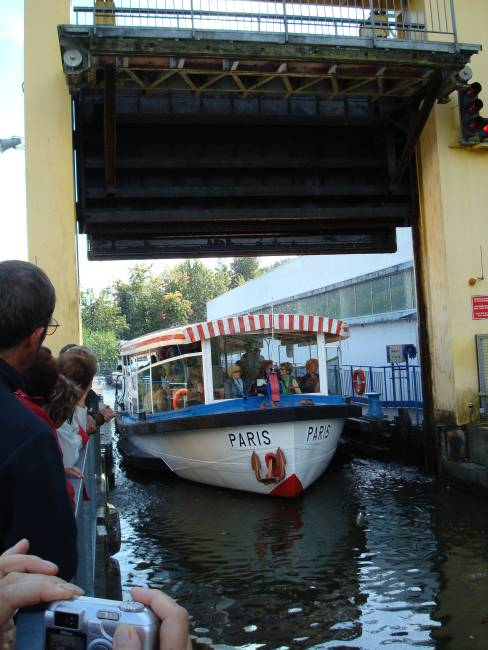
Porte à relevage sur le « Plan incliné de Saint-Louis-Arzviller » en Lorraine.

C’est la première écluse à sas connue à ce jour[Quand ?], c’est-à-dire une portion de canal fermé par deux portes, qui présente l’avantage de ne nécessiter qu’une petite quantité d’eau par rapport au pertuis. C’est en 983, qu’un ingénieur chinois du nom de Chhaio Wei-yo construisit le premier sas doté d'une porte à relevage à ses deux extrémités.
L’inconvénient était que ces portes plates n’étaient facilement manœuvrables que pour les hauteurs d’eau assez faibles à cause de la pression exercée sur elles.
En 1438, en Europe, deux ingénieurs italiens, Filippo Degli Organi et Fiorivanti di Bologna, créent la première écluse à sas sur le Naviglio Grande (via Arena), un des canaux de Milan.
Ce système est toujours utilisé, notamment pour les portes aval des écluses de haute chute comme sur le Rhône, ou celle de Crissey sur le canal du Centre ou sur les écluses du plan incliné de Saint-Louis-Arzviller. On les appelle aussi « portes à guillotine ». Celle de Carillon, sur la rivière des Outaouais, est « unique en Amérique du Nord [et est] actionnée par un contrepoids de près de 200 tonnes ».

### Écluse à portes busquées et écluse à ventelles

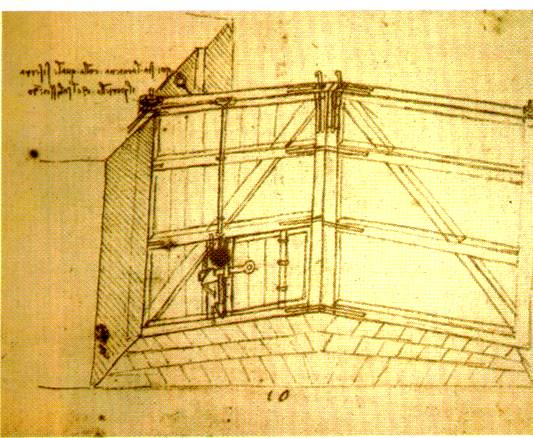
Dessin de Léonard de Vinci (portes busquées et ventelles (Codice Atlantico. f. 240r.-c).

Pour pallier la pression exercée sur les portes, alors perpendiculaires au flux, en 1460 on inventa les portes dites busquées, c’est-à-dire que, une fois fermées, l’angle qu’elles forment s’oppose au flux de l’eau dont la pression assure la fermeture et l’étanchéité.
L'invention du système de manœuvre et des petits volets à verrou placés au bas des portes qui permettent le passage de l'eau du bief au sas ou inversement pour équilibrer la pression sur les deux battants ou vantaux, et en faciliter l’ouverture est attribuée à Léonard de Vinci (voir figure de droite : selon le Codice Atlantico, f. 240 r- c. de l'étude pour l’écluse de San Marco à Milan). Ces petits volets deviendront par la suite les ventelles (d'où le nom d'écluse à ventelles), c'est-à-dire des vannes coulissant verticalement. Un dessin de la main de Léonard (musée du Clos Lucé à Amboise) semble accréditer cette thèse.
En 1458, l'ingénieur du duc de Milan, Bertola da Novate, construit le canal de Bereguardo avec ces premières écluses modernes.
En France, cette invention fut mise en œuvre, pour la première fois semble-t-il, par un ingénieur italien dont le nom n'a pas été conservé (peut-être s'agit-il du même Bertola da Novate), sur l'Yèvre au début du XVIe siècle. Il fut repris et amélioré dès 1605 par Hugues Cosnier, sur le canal de Briare (Hugues Cosnier fut aussi l'inventeur de l'écluse multiple). Hugues Cosnier substituera aussi aux ventelles dans les portes un système d'aqueducs dans les maçonneries, les « tambours », toujours obturés par des vannes, qui permettent un afflux d'eau plus important et mieux réparti. En revanche, cela coûte plus cher à la construction. Cosnier a vu ce système appliqué avec succès en Belgique.
Les portes busquées sont si efficaces qu'elles sont encore très courantes dans tous les canaux du monde, et notamment sur les canaux de France.

### Écluse à portes pivotantes ou «portes secteur»
L’extrados des vantaux de ce type de porte est un secteur de cylindre dont l'axe coïncide avec l'axe de rotation, ce qui en équilibrant la pression de l'eau, permet leur manœuvre presque sans effort. C’est la même architecture que les battants des barrages mobiles à axe vertical. Ce système, qui semble avoir été expérimenté pour la première fois sur les pertuis des petits canaux de la haute Seine au XVIIIe siècle, se nomme « portes secteur ». C'est ce principe qui régit les portes du barrage de Maeslantkering en Hollande (barrages mobiles à battant).

## Diverses formes d’écluses

### Écluses ovales
Les premières écluses concaves fabriquées en bois avaient une durée de vie assez limitée. En 1548, l'ingénieur italien Jacopo Barozzi da Vignola dit le Vignole, appelé pour améliorer la navigation sur les canaux de Bologne, remplaça ces écluses en bois par des écluses maçonnées en pierre de forme concave pour résister à la pression du terrain. Cette forme avait en plus l'avantage d'accueillir plusieurs embarcations.
Un siècle plus tard, cette disposition a été préconisée et appliquée notamment par Pierre-Paul Riquet pour son canal du Midi, et reprise à la fin du XVIIe siècle pour le Lez. À l'étranger, on trouve des écluses à sas ovale en Scandinavie, en Angleterre, en Espagne, en Italie…

### Écluses rectangulaires
L’emploi du béton armé, offrant une meilleure résistance à la poussée du terrain, permet la construction d’écluses à parois parallèles. La mise en œuvre et l’entretien s’en trouvent simplifiés. Mais avant l'emploi du béton, la forme rectangulaire avait été adoptée pour la grande majorité des sas, et ce depuis Hugues Cosnier sur le canal de Briare, au cours de la première moitié du XVIIe siècle.

### Écluse ronde d’Agde

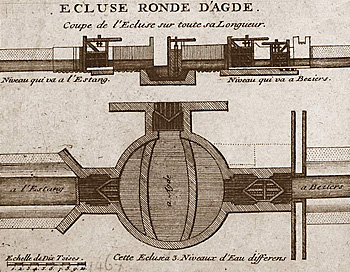
Plan de l'écluse ronde d'Agde réalisé par Pierre-Paul Riquet

Construite par Pierre-Paul Riquet de 1679 à 1680, l'écluse ronde d'Agde est unique au monde : son sas a la particularité d’avoir trois portes et, par une simple rotation, permet au bateau de choisir entre trois directions (l’Hérault, le canal maritime ou le canal du Midi).
Dans les années 1970, les travaux de mise aux normes ont modifié l’aspect de l’ouvrage.

### Écluse ronde des Lorrains
Cette autre écluse ronde appartient au canal latéral à la Loire. Elle est située à l'origine de l'embranchement d'Apremont-sur-Allier, qui sert de prise d'eau dans l'Allier pour alimenter le canal depuis le Guétin jusqu'à Briare. Elle a été construite de 1835 à 1841 et mesure 32 m de diamètre. En plus de son rôle alimentaire, elle servait autrefois d'entrée sur le réseau des canaux aux bateaux construits au Veurdre, un peu en amont sur l'Allier. Elle ne conserve de nos jours plus que son rôle alimentaire. Sa forme circulaire a été dictée par la nécessité d'orienter son entrée en rivière vers l'aval afin d'en éviter l'ensablement. Les bateaux effectuaient une rotation presque complète dans le sas, l'entrée et la sortie étant quasiment côte à côte.

### Écluse de pesée
Là où des droits de passage devaient être perçus en fonction du fret, des écluses de pesée (en) permettaient de l'évaluer.

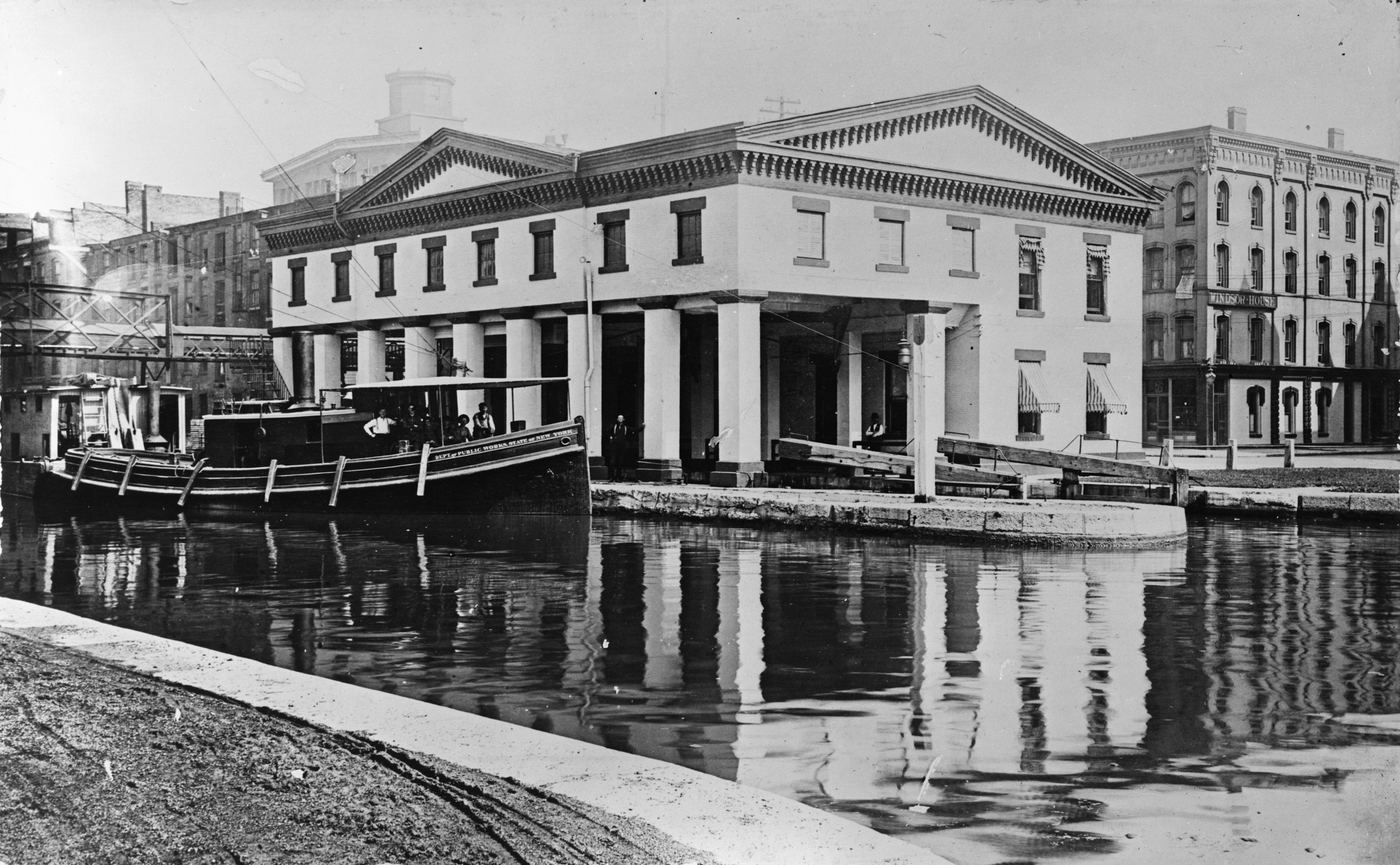
Écluse de pesée sur le Canal Érié avant l'abandon à Syracuse (NY).

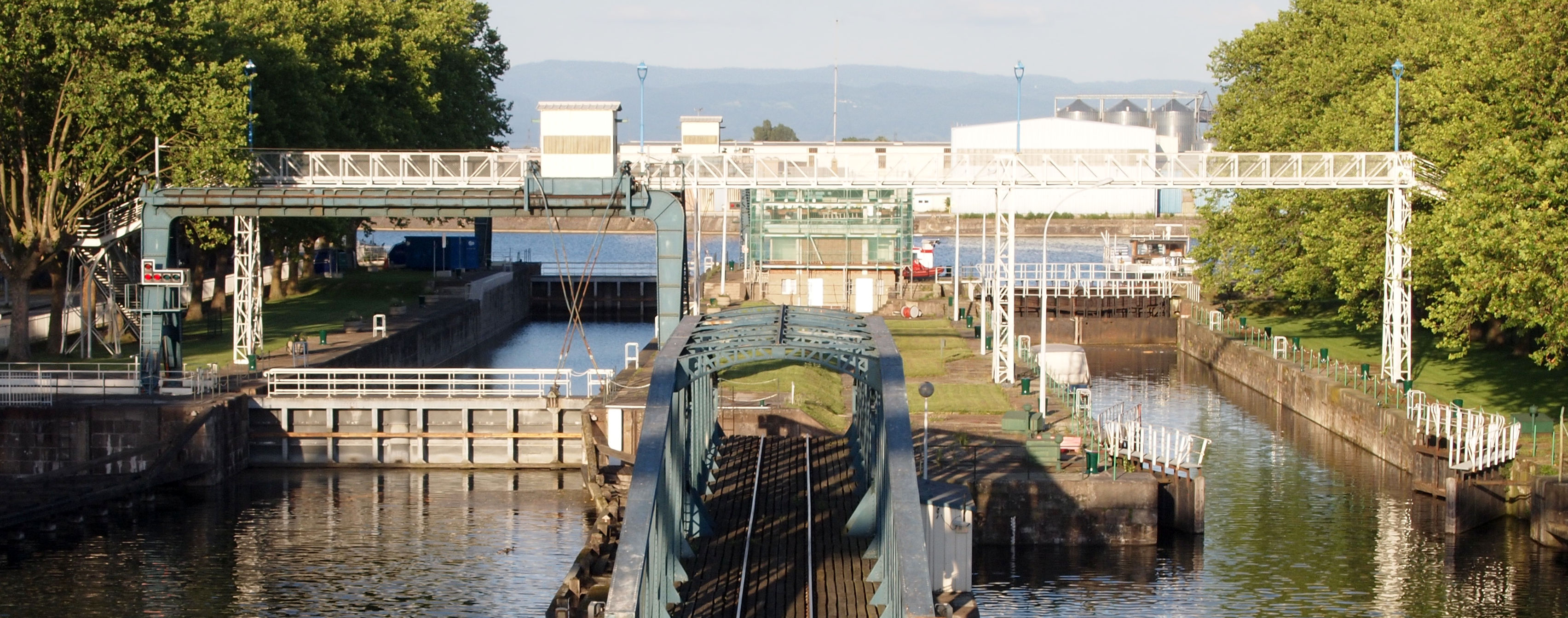
Écluses bi-directionnelles à la sortie du canal de la Marne au Rhin à Strasbourg.

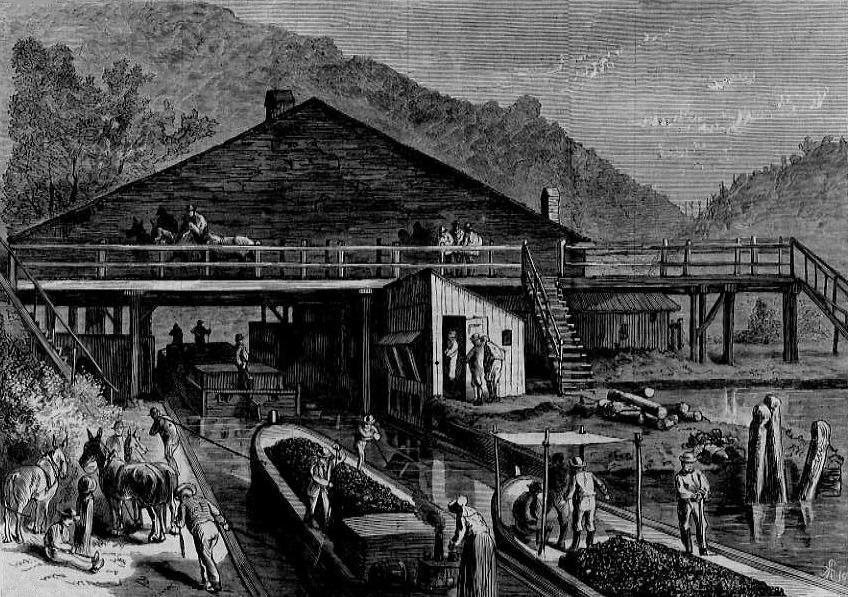
Écluse de pesée sur le canal Lehigh.

Sur le réseau étatsunien d'abord largement privé, elles étaient de deux types :
- la mesure du volume d'eau déplacé par la barge à son entrée dans le bassin rempli ;
- une mesure plus classique par un ber supportant le bâtiment après vidange du sas.

Dans les deux cas, on soustrayait la tare du résultat obtenu.
Un exemple du premier type était en opération sur l'un des premiers canaux des États-Unis, le Lehigh Canal (en).
Sur le premier canal Érié, on a fini par préférer la seconde méthode.
À Syracuse — où le canal ne passe plus —, le bâtiment de 1903 sert aujourd'hui de musée du canal (en).

### Écluse à poissons
Bien qu'elles ne comportent pas de sas, composante essentielle de l'écluse au sens général, le terme d' écluse à poissons est en vigueur depuis plus d'un millénaire et, dans certaines variantes, même « depuis les temps préhistoriques ».
Une écluse à poissons « est une pêcherie constituée d'un long mur de pierres sèches, bâti à même la roche de la côte, présentant la forme d'un fer à cheval ouvert vers la plage. Il s'agit d'un piège qui fonctionne avec les marées ».
L'ouvrage répond à des préceptes traditionnels rigoureux de design, de hauteur, de conception, de construction, etc. incluant notamment « le dévasage de l'écluse par des courseaux ».
Les législations diverses ayant mené à leur interdiction de facto en France, les ouvrages qui subsistent sur la façade atlantique, sont largement protégés : certains bénéficient du statut de monument historique.
Par sa conception, sa construction et sa gestion, l'écluse à poissons s'apparente, d'une manière générale, aux marais maritimes artificiels et, plus particulièrement, aux « marais desséchés » gérés et contrôlés par des digues : baie de Saint-Malo, Basse-Loire, Poitou, etc. ainsi que, de l'autre côté (ouest) de l'Atlantique, les aboiteaux acadiens. Alors que la gestion des premiers consiste à les garder au sec en évacuant les excès d'eau à marée basse, l'écluse à poissons met à profit l'« inondation » provoquée par la marée haute pour y retenir la pêche.

### Conclusion de la section

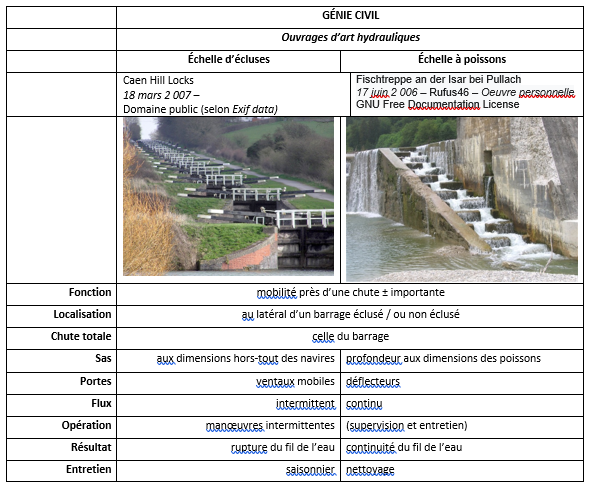

En dépit de la similitude linguistique entre l'écluse à poissons et l'échelle à poissons, c'est ce dernier ouvrage d'art hydraulique qui se rapproche le plus de l'écluse de navigation conventionnelle. En tableau :[Passage contradictoire (Contradiction entre cette phrase et la suivante)]
Bien que, linguistiquement parlant, l'échelle à poissons soit très proche de l'écluse à poissons, c'est cette dernière qui, notamment avec ses bassins successifs, se rapproche le plus de l'écluse au sens propre du terme.[Passage contradictoire (Cette phrase semble être un doublon contradictoire de la précédente)]

## D'autres systèmes
Pour franchir les dénivellations importantes, on a également conçu d'autres dispositifs :
- les ascenseurs à bateaux. Par exemple, en Belgique, sur le canal du Centre, l'ascenseur de Strépy-Thieu, inauguré en 2002, permet de franchir une dénivellation de 73 m ;
- jusqu'à cette date, celui de Peterborough, en Ontario, était le plus haut du monde (près de 20 m) ;
- la roue de Falkirk en Écosse, au Royaume-Uni, unique en son genre ;
- les plans inclinés qui ont vu le jour en Angleterre dès la fin du XVIIIe siècle. Le bateau peut y être transporté soit à sec (Elbląg en Pologne, Krasnoïarsk en Russie), soit dans un bac plein d'eau (Ronquières en Belgique, plan incliné de Saint-Louis-Arzviller en France). Le plan incliné de Krasnoïarsk sur le Ienisseï est le plus haut avec une chute d'environ 100 m ;
- au Canada, le dispositif de Big Chute sur la voie navigable Trent-Severn est appelé ber roulant. D'abord simple wagon de chemin de fer, depuis 1977, il permet aux embarcations d'être manœuvrées en position horizontale grâce à un double jeux de rails compensés selon le principe de came[81] ;
- les pentes d'eau dont on connaît seulement deux concrétisations : à Montech sur le Canal de Garonne (1975), et à Fontséranes sur le canal du Midi (1985).

## Économie de l’eau
La principale ressource d’un canal est l’eau nécessaire à la navigation : elle peut être fournie soit par les rivières dont elle emprunte le cours, soit par une rigole d'alimentation, solution incontournable aux biefs de partage.
Pour une chute d'un mètre, une écluse Freycinet requiert au moins 203 m3/s d'eau, une Becquey, 150. Sur le canal de Nantes à Brest, où le Blavet et l'Oust ont un débit de quelque 28 m3/s, il faut donc respectivement au moins 7,25 ou 5,35 secondes pour remplir de telles écluses sans prélèvement majeur sur le bief amont..
Si elle a été vidée (pour des travaux, par exemple), le volume requis doit alors être multiplié par le mouillage ou enfoncement (1,82 m).
En Amérique du Nord, continent homogène aux longs cours d'eau dans de vastes bassins versants, le problème d'alimentation se pose rarement ; ailleurs, notamment en Europe, selon la saison ou le trafic, elle peut faire défaut, en particulier pour un canal à bief de partage comme le canal du Midi qui doit être suffisamment approvisionné en son point haut. Plusieurs solutions contribuent à maintenir le niveau des biefs tout en limitant la consommation d’eau.

### Consommation d'eau
Les calculs ci-dessous ne s'appliquent — en vertu des considérations terminologiques ci-dessus — qu'aux mouvements de bâtiments n'incluant aucune fausse bassinée.
Considérons une écluse multiple (sic) constituée de {\displaystyle n} sas adjacents notés {\displaystyle E_{1}} à {\displaystyle E_{n}} (de l’amont vers l’aval) et ayant chacun la même surface S. Les cotes des radiers des sas sont décalées d’une hauteur {\displaystyle h} l’une par rapport à la suivante. On dira qu’un sas est vide si la cote de son plan d’eau se trouve au niveau de flottaison, et qu’il est plein si cette cote est augmentée de {\displaystyle h} (cote de déversement). Ainsi, un bateau peut entrer dans un sas vide depuis le sas aval voisin s’il est plein ; un bateau peut sortir d‘un sas plein vers le sas amont voisin s’il est vide.
Il y a deux états naturels pour la cascade d’écluses :
1. après une procédure de montée, tous les sas sont pleins ;
2. après une procédure de descente, tous les sas sont vides ;

Pour un bateau donné, on parlera de volume « déplacé » pour désigner le volume d’eau occupé par sa coque (poussée d'Archimède).
Partant d’un état où tous les sas sont vides, le passage d’un bateau montant dont le volume déplacé est {\displaystyle v_{m}}, puis d’un bateau descendant dont le volume déplacé est {\displaystyle v_{d}} laisse les sas dans le même état (vides). Ce double passage implique une consommation d’eau de l’amont vers l’aval qui atteint
{\displaystyle nSh+v_{m}-v_{d}}
Partant d’un état où tous les sas sont vides, le passage de N bateaux montants dont le volume total déplacé est {\displaystyle V_{m}}, puis de M bateaux descendants dont le volume total déplacé est {\displaystyle V_{d}} laisse les sas dans le même état (vides). Ce double passage implique une consommation d’eau de l’amont vers l’aval qui atteint
{\displaystyle (n+N+M-2)Sh+V_{m}-V_{d}}
On remarquera que
- Le volume {\displaystyle (n+N+M-2)Sh} passe à travers les ventelles ou les vannes, il est toujours positif et peut être qualifié de « déversement technique ».
- Le volume {\displaystyle V_{m}-V_{d}} est progressivement transféré par les déplacements des bateaux par une porte ouverte, il peut être positif ou négatif et peut être qualifié de « déversement utile ».
- À ces deux volumes devrait encore s’ajouter un déversement dû aux pertes et aux fuites, selon l’état d’étanchéité des installations.

En dehors des aspects économiques (investissement, topographie du terrain et hauteur des portes), l’écluse multiple permet de réduire les déversements techniques dès qu’il est possible de faire passer plusieurs bateaux dans le même sens : bien que la somme des volumes des sas soit consommée lors du passage du premier bateau (comme une écluse unique), la consommation n’augmente que du volume d’un seul sas pour chaque bateau supplémentaire naviguant dans le même sens.

### Réservoirs
Pour maintenir l'eau dans un bief de partage en dépit des pertes aux écluses, on trouve les canaux de dérivation et les réservoirs, bassins ou étangs de régulation. Exemples : la rigole d'Hilvern.
L'une des solutions les plus connues, des plus novatrices et des plus sophistiquées, est celle de Pierre-Paul Riquet au seuil de Naurouze.
Ce type d'aménagements est devenu classique : retenues en amont de Hédé sur le canal d'Ille-et-Rance (Bazouges, Bézardière…), etc.
Au lieu d'alimenter le bief de partage, on peut choisir de doter d'un réservoir plus modeste chacune de plusieurs écluses rapprochées les unes des autres (dans les 100 m). Sur le canal de Nantes à Brest, on relève plusieurs de ces « échelles de réservoirs éclusés » : en aval du lieudit Keroret (écluses no 79 à 87) et de Pont Saint-Caradec (88 à 97). Même chose en aval du confluent de la rigole d'Hilvern (78 à 58). Contrairement à une échelle d'écluses (où les bâtiments sont captifs de la première à la dernière), entre chacune d'elles, ils peuvent se croiser. Les élargissements du canal de Chambly entre les écluses 3 et 8 jouent aussi ce double rôle alors que le canal est en surélévation par rapport à la rivière et que ce sont les écluses seules qui alimentent les biefs.
Contrairement à l'échelle d'écluses, cette solution est sujette à fausses bassinées et donc à gaspillage d'eau en périodes critiques.

### L'écluse «fractionnée»
Autre solution, l'écluse qu'on pourrait appeler fractionnée ou fractionnable… Sur la portion canalisée du canal de Louis II de Bavière qui, culminant à 417 m, était faiblement alimenté, certaines écluses étaient à portes dédoublées : pour un bâtiment court, avec la porte intérieure fermée à 28,3 m (au lieu de 34,5), on réduisait la longueur sassée d'un tiers environ.
En période d'étiage critique, la solution des portes dédoublées pourrait aussi servir à économiser l'eau si ne sont éclusés que des bâtiments de plaisance plusieurs sassements de suite. (Dans le cas contraire, cet avantage se perd : la section la plus grande doit pouvoir rester vide à chaque éclusage.) La porte dédoublée devrait alors toujours être placée près du busc amont pour un volume d'économie maximal. (À l'époque où Pechmann (de) a conçu ses écluses, la plaisance n'existait pas…).
De telles écluses, avec des distances variables entre les portes dédoublées, se rencontrent à l'occasion : à Francfort-sur-le Main, celles de Griesheim, de 360 m de long, sont fractionnées à 128 m du busc amont (soit un peu moins du tiers).
Cette disposition pourrait aussi augmenter la sécurité des écluses où sont régulièrement sassés des bâtiments de commerce avec la plaisance : toujours placée à l'arrière, celle-ci est soumise à de forts remous au départ du navire commercial. Ce n'est que lorsque celui-ci aurait quitté le sas que la porte dédoublée serait ouverte.

### L'écluse propre à la plaisance
Parmi les 34 barrages éclusés sur le Main, toutes - sauf 3 - sont dotées d'écluses propres à la plaisance, de 22 m x 3,5 près du confluent avec le Rhin, de 12,5 m x 2,5 jusqu'au canal du Rhin au Danube par le Main. Pour une chute moyenne de 4,5 m, ces écluses consomment respectivement 347 et 141 m3, soit 68 et 168 fois moins d'eau que l'écluse commerciale (23 700 m3 à Griesheim (de)).

### Bassins de récupération
Au lieu de multiplier les sas, il est possible de réduire la consommation d’eau (déversements techniques) en aménageant des bassins de récupération dans lesquels sont stockées, puis relâchées des tranches d’eaux du sas à diverses cotes.
En partant d’une décomposition imaginaire du sas en {\displaystyle n+2} tranches horizontales de même épaisseur (avec {\displaystyle n\geq 1}), on construit {\displaystyle n} bassins attenants dont les cotes et contenus correspondent exactement aux tranches fictives 2 à {\displaystyle n+1} du sas.
Ainsi

Illustration schématique du mécanisme d’exploitation de 3 bassins de récupération d’eau.

- Lorsqu’un bateau descend, les tranches du sas sont successivement stockées dans les bassins qui se remplissent l’un après l’autre. Seules les 2 dernières tranches sont déversées en aval.
- Lorsqu’un bateau monte, on déverse dans le sas les eaux des bassins successifs au lieu de consommer l’eau du bief amont. Seules les 2 premières tranches doivent être remplies depuis l’amont.

Puisque chaque passage d’un bateau implique la consommation de 2 bassins, cette manière de procéder permet de réduire les déversements techniques d’un facteur {\displaystyle {\frac {n}{n+2}}}.
En dehors des considérations économiques et du temps des écoulements entre le sas et les bassins, il suffit d’augmenter suffisamment {\displaystyle n} pour obtenir une économie d’eau aussi élevée que souhaitée.
Sur le canal du Rhin au Danube par le Main, toutes les 13 écluses sont dotées de bassins de récupération. Les pertes en eau sont minimes sur cette liaison au bief de partage le plus élevé du monde (406 m), difficile à alimenter.
Cette approche a été retenue pour le projet d’un troisième ensemble d’écluses sur le canal de Panama : chaque sas comporte 3 bassins de récupération (soit un total de 18 bassins pour l’ensemble du projet), permettant alors d’économiser 60% de l’eau déversée,.

### Solution sans déversement technique
La Roue de Falkirk ou un ascenseur à bateaux (vertical ou sur un plan incliné) sont des mécanismes qui n’engendrent pas de déversement technique et dont le fonctionnement est indépendant du fait qu’il y ait ou non un bateau dans le sas. La mise en mouvement est assurée par des moteurs de puissance relativement faible qui fournissent l’énergie cinétique et compensent les frottements, une légère différence de poids des sas (ou d’un contrepoids), ainsi que le poids des câbles qui s’ajoute à la charge inférieure.

### Solution par pompage
Pour compenser les déversements, certaines installations disposent de pompes qui prélèvent l’eau du bief inférieur pour la refouler dans le bief supérieur. C’est le cas pour le vieil ascenseur à bateaux d'Henrichenburg.

## Énergie potentielle d’un bateau
Lorsqu’un bateau montant passe une écluse, il s’élève et son énergie potentielle augmente. Contrairement à l’intuition première, l’énergie nécessaire à l’élévation du bateau ne provient pas de l’énergie cinétique de l’eau traversant les ventelles ou les vannes : durant une éclusée complète, cette énergie se dissipe dans les turbulences. En effet, le volume déversé ne dépend pas de la présence ou non du bateau, ni de sa taille, ni de sa masse.
Par contre, entre le moment où un bateau montant se trouve dans le bief aval et celui où il occupe le bief amont, il y a un changement d’état :
- le volume occupé par le bateau dans le bief aval est remplacé par l’eau qui ressort du sas lorsque le bateau entre (porte aval ouverte) ;
- le volume occupé par le bateau dans le sas plein est remplacé par l’eau qui quitte le bief amont lorsque le bateau sort (porte amont ouverte).

Finalement, le bateau montant restitue en aval le volume qu’il occupait et ce même volume est retranché en amont en fin de processus : il y a un échange parfait entre l’énergie potentielle acquise par le bateau montant et celle qui est cédée par le volume qui est descendu,,. Le fonctionnement d’un ascenseur à bateaux illustre clairement cette constatation.
L’effet qu’exerce l’éclusée sur le niveau des biefs influence la variation de l’énergie potentielle acquise par le bateau montant. Cependant, la différence de cotes entre le volume remplacé en aval et le volume cédé en amont correspond toujours à la hauteur d’élévation du bateau.
Pour un bateau descendant, c’est le mécanisme inverse qui s’opère : l’énergie potentielle fournie par le bateau permet de remonter d’une même hauteur un volume de même poids.

## Rôle esthétique et touristique
Bien que ces considérations ne soient pas dans les visées des ingénieurs construisant des écluses, celles-ci ont un effet esthétique déterminant pour le tourisme. Bon nombre de capitales perdraient un attrait essentiel si leur cours d’eau n’était pas régulé en aval par un barrage éclusé, mais laissé à lui-même en période d’étiage critique : depuis longtemps déjà, Paris, Moscou, Berlin (sur la Sprée), Prague (sur la Vlatva, la Moldau des musiciens) et, plus récemment, Le Caire.

## Écluses et environnement

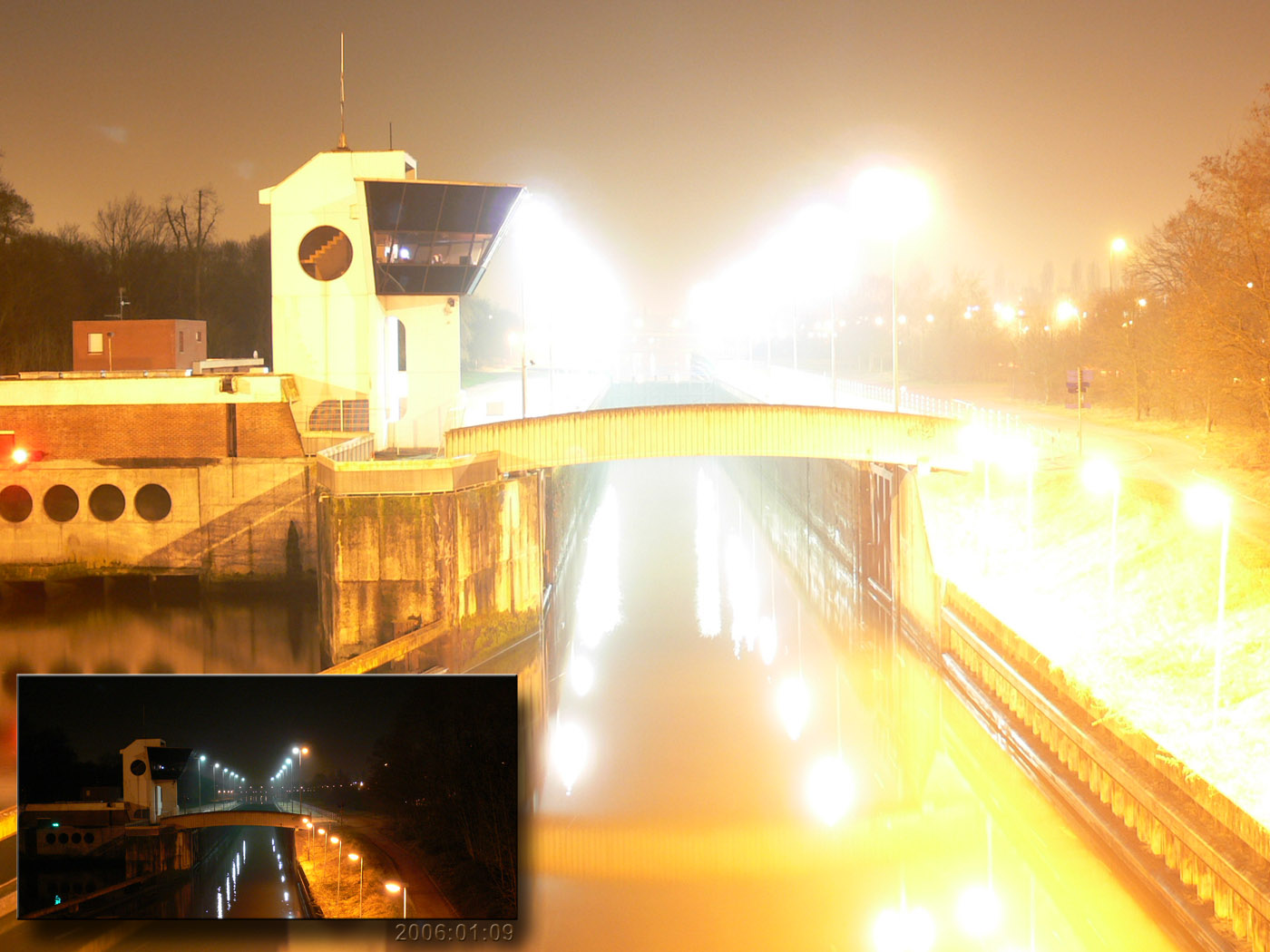
Phénomène de pollution lumineuse, qui pourrait être réduit par un asservissement de l'éclairage aux besoins et aux conditions météorologiques

Sans nier les nombreux avantages environnementaux du transport par péniches, on peut admettre que les écluses contribuent à quelques problèmes environnementaux :
- Artificialisation des cours d'eau (si elles augmentent localement l'oxygénation, elles contribuent à remettre en suspension des sédiments souvent pollués dans les canaux)
- En bordure de mer, les écluses peuvent contribuer à la salinisation des eaux douces adjacentes : à Flamingo Bay dans le parc national des Everglades, « les oiseaux, les lamantins, les tortues et les herbes marines » s'en trouvaient affectés. À la fin du dernier siècle, l'administration du parc décida de combler cette écluse[91]. Cette intervention a eu pour effet de consolider la vocation des deux plans d'eau : celles, ouvertes, de la baie de Floride pour le gros de la plaisance et le Buttonwood Canal pour mener au Wilderness Waterway, paradis des kayaks et des petites embarcations. (L'administration du Parc étant adjacente à l'ancienne écluse, des rampes de mise à l'eau sont disponibles de part et d'autre[92]).
- Là où des chutes leur font naturellement obstacle, introduction d'espèces envahissantes ou invasives (comme la carpe asiatique). On peut alors chercher à les contenir par des barrières électromagnétiques ou les bloquer par des bers roulants comme celui de Big Chute sur la Voie navigable Trent-Severn.
- Sur la Voie maritime du Saint-Laurent, les écluses forment une barrière contre les contaminations par les eaux de ballast rigoureusement contrôlées (formulaire TP 13617[93]). Celle de Saint-Lambert est l'un des points d'« inspection des citernes de ballast lors du premier transit d'un navire dans le réseau » (p. 31).
- Pour limiter l'oxydation et l'usure de pièces essentielles de portes d'écluses, ces pièces ont longtemps fonctionné noyées dans un bain de mercure (jusqu'à plus d'un kilogramme de mercure par porte), avec des pertes minimes en temps normal mais très importantes en cas d'accident. De grandes écluses peuvent en contenir bien plus ; ainsi selon l'ONG Robin des bois, « lors du remplacement d’une porte d’écluse du bassin principal du port de Saint-Malo fin août 2003, il a été constaté la perte d’environ 370 kg de mercure »[94]. Le mercure perdu dans les canaux peut être transformé en méthylmercure par les bactéries des sédiments, en aval. Sous cette forme, le mercure est hautement toxique et fortement bioaccumulable.
- Gêne à la remontée des cours d'eau par les poissons (problème facilement résolu par des échelles à poissons bien conçues, voire une gestion particulière et adaptée des ouvertures des portes et ventelles)
- Un détroit ou bras de mer barré par une chaussée bloque à la fois le courant, l'oxygénation et l'alimentation en plancton ainsi que la migration des poissons[95]. À Canso, l'écluse contient un courant porteur qui était autrefois proche de 12 nœuds.
- Séquelles de guerre : Certaines écluses ayant fait l'objet durant les guerres récentes (depuis 1870) de tirs intensifs, leurs fonds et abords peuvent encore contenir des munitions immergées ou des munitions non explosées, éventuellement chimiques pour celles de la période 14-18. Ces munitions seront susceptibles de poser des problèmes de toxicité pour l'environnement et le personnel quand elles commenceront à fuir à cause de leur corrosion. L'Allemagne, la Belgique et le Nord de la France sont concernées.
- Ce sont des lieux où les bateaux doivent ralentir, stopper, puis démarrer et accélérer, certains mariniers faisant tourner à plein leurs moteurs. Le fioul parfois non desoufré utilisé par ces moteurs, et l'huile peuvent être à l'origine d'une pollution de l'air et des sols augmentée autour de la zone de l'écluse. Cette pollution reste néanmoins très ponctuelle, surtout rapportée au tonnage transporté (250 tonnes pour un automoteur Freycinet de canal, propulsé par un moteur de 200 cv environ) — elle est très largement inférieure aux émissions globales d'un semi-remorque (450 cv pour porter 25 tonnes) et le bateau n'encombre pas les routes.
- Très éclairées la nuit, pour des raisons de sécurité, sur les grands axes qui fonctionnent 24 h sur 24 (Rhône, Seine), elles contribuent au phénomène de pollution lumineuse, qui pourrait être réduit avec un éclairage variant selon le besoin et les conditions météorologiques.

## Calendrier
Le 20e jour du mois de thermidor du calendrier républicain / révolutionnaire français est dénommé jour de l'écluse, généralement chaque 7 août du calendrier grégorien.